# Liste subnationaler Verwaltungseinheiten
Diese Liste versucht, einen Überblick über die Vielfalt der Verwaltungseinheiten der Länder der Welt zu geben, seien es nun Bundesstaaten, Provinzen oder Regionen, um nur die häufigsten zu nennen.

## A

### Afghanistan
Der asiatische Binnenstaat Afghanistan ist seit dem 13. April 2004 in 34 Provinzen (velayat) gegliedert, die wiederum in 329 Distrikte (woluswali) unterteilt sind.
Ebenen
1. Provinzen (34)

2. Distrikte (329)
3. Kommunen (Städte und Gemeinden, Dörfer)

### Ägypten
Das nordafrikanische Ägypten ist in 27 Gouvernements (arabisch محافظات, DMG muhāfaẓāt, Singular محافظة / muhāfaẓa) unterteilt. Der ausgeprägte Zentralismus Ägyptens soll aber allmählich zugunsten einer größeren Selbstverwaltung auf regionaler Ebene abgebaut werden.
Ebenen
1. Gouvernements (27)

2. Bezirke (marākiz, Singular markaz)
3. Kommunen (Städte und Dörfer)

### Albanien
Das im Südosten Europas liegende Albanien (albanisch Njësitë administrative e Shqipërisë) besteht gemäß Artikel 1 des Gesetzes Nr. 115/2014 vom 31. Juli 2014 aus zwölf Qarqe, welche in je drei bis sieben Gemeinden (bashkie) gegliedert sind.
Ebenen
1. Qarqe (12)
2. Gemeinden (bashkie) (61)

### Algerien
Das nordafrikanische Algerien ist in 58 Verwaltungsbezirke (Wilayat, Singular Wilaya), die jeweils nach der Hauptstadt benannt sind, unterteilt. Die Wilayat haben eigene Parlamente, unterstehen jedoch letztlich der Zentralregierung.
Unterhalb der Verwaltungsebene des Wilaya (Provinz) gibt es die Ebene Daïra (Kreis) und als unterste Ebene die Kommune (arabisch بلدية, DMG Baladiyah, französisch Commune algérienne). Die Kommunen haben wie die Wilayat den Status von Collectivités territoriales (Gebietskörperschaften).
Ebenen
1. Wilayat

2. Daïra
2. Kommune

### Andorra

Die sieben Parròquies Andorras

Der europäische Zwergstaat Andorra besteht aus sieben Gemeinden. Einige Gemeinden werden noch weiter untergliedert in Viertel oder Nachbarschaften: Die Gemeinden Ordino, La Massana und Sant Julià de Lòria werden zum Beispiel in Viertel gegliedert, während Canillo in elf Nachbarschaften untergliedert ist.
Ebenen
1. Gemeinden (Parròquies / 7)

2. Viertel (Quarts) und Nachbarschaften (Veïnats)
3. Dörfer (44)

### Angola
Das südwestafrikanische Angola ist in 21 Provinzen (Províncias) aufgeteilt, die sich in insgesamt 326 Kreise (Municípios) gliedern, welche sich wiederum aus 378 Gemeinden (Comunas) zusammensetzen.
Die nach dem portugiesischen Begriff Município benannten Landkreise entsprechen in etwa den europäischen NUTS-2-Regionen, dies sind zum Beispiel in Deutschland die Regierungsbezirke. Teils tragen die Kreise den Namen der Kreisstadt, teils weichen sie davon ab. Eine Vielzahl der ursprünglichen portugiesischen Ortsbezeichnungen erhielten nach der Unabhängigkeit 1975 neue Namen, im Zuge der Entkolonialisierungsbemühungen. 
Die Kommunen entsprechen in etwa den europäischen NUTS-3-Regionen, und damit z. B. den in Deutschland üblichen Landkreisen, wobei in Angola kein vergleichbarer Status zu der in Deutschland bekannten kreisfreien Stadt existiert.
Unterhalb der Comunas werden gelegentlich noch Verwaltungssektoren eingerichtet, die sectores administrativos oder auch áreas administrativos. Sie dienen als lokale Repräsentanten der Kreisverwaltungen neben den Gemeinden.
Innerhalb der Comunas befinden sich die eigentlichen Ortschaften (Localidades). Größere Orte tragen häufig die bereits aus portugiesischen Zeiten stammenden und bis heute weiter genutzten Kennzeichnungen Kleinstadt (Vila) oder Stadt (Cidade). Mit Aldeias werden dagegen Dörfer und kleinere Ortschaften bezeichnet.
Ebenen
1. Províncias (21)

2. Munícipios (326)

3. Cominas (378)

4. Localidades, Sectores administrativos oder Áreas administrativos
5. Aldeias

### Antigua und Barbuda
Der zur Ostkaribik gehörende Inselstaat Antigua und Barbuda ist in sechs Verwaltungsbezirke (Parishes) und die zwei Nebengebiete (Dependencies) Barbuda und Redonda gegliedert.
Es gibt keine weitere explizite Verwaltungsgliederung, doch werden die Parishes amtlich-statistisch in Zählbezirke (englisch Enumeration district) gegliedert. Diese entsprechen den Ortslagen und Ortsteilen (Quartieren) der größeren Orte bzw. den kleineren Orten direkt. All Saints, der zweitgrößte Ort der Insel, gehört zu drei Parishes. (AS)
Außerdem sind Wählbezirke (englisch Constituency) definiert, wobei Saint Paul nur einen Bezirk darstellt, St Paul (Nr. 16), aber der Nordwesten zu All Saints East and Saint Luke (Nr. 10) gehört, der Nordosten zu St. Phillip South (Nr. 10). Dort werden auch Villages explizit genannt.
Ebenen
1. Parishes und Dependencies
2. Enumeration districts und Constituencies

### Äquatorialguinea

Die Provinzen Äquatorialguineas

Die Republik Äquatorialguinea (spanisch Guinea Ecuatorial, französisch Guinée équatoriale, portugiesisch Guiné Equatorial) ist ein Staat in Subsahara-Afrika. Er ist in zwei Regionen mit acht Provinzen, fünf auf dem Festland und drei auf den Inseln.
Ebenen
1. Regionen (2)
2. Provinzen (8)
3. Kommunen (Städte, Dörfer)

### Argentinien
Das in Südamerika liegende Argentinien ist in fünf Regionen bzw. 23 Provinzen gegliedert. Die Provinzen (spanisch provincias, Einzahl: provincia) sind die Gliedstaaten des argentinischen Bundesstaates. Die Hauptstadt Buenos Aires bildet die Ciudad Autónoma de Buenos Aires.
Den Provinzen sind die Departamentos (Verwaltungsbezirke) nachgeordnet.
Ebenen
1. Regionen (5)
2. Provincias (23)

3. Partidos (135)

4. Departamentos (379)

5. Municipios
6. Localidades

### Armenien
Der in Vorderasien liegende Binnenstaat Armenien ist in elf Provinzen gegliedert.
Ebenen
1. Provinzen (marser / 11)
2. Distrikte (12) in der Hauptstadt Jerewan
3. Stadt- und Landgemeinden (789)
4. Siedlungen

### Aserbaidschan

Verwaltungsgliederung Aserbaidschans

Das zwischen Kaspischem Meer und Kaukasus gelegene Aserbaidschan ist in 59 Rayons (Rayonlar, Singular: Rayon), zehn republikunmittelbare (also rayonunabhängige und Rayons gleichgestellte) Städte (Şəhərlər, Singular: Şəhər) und eine autonome Republik (Muxtar Respublika) gegliedert.
Ebenen
1. Rayons (59), Städte (10) und autonome Republik (1)

2. Die Autonome Republik Nachitschewan ist in sieben Rayons und eine Stadt gegliedert.

### Äthiopien
Mit Konstituierung der Region der südwestäthiopischen Völker ist der ostafrikanische Staat Äthiopien seit 2021 in elf Regionen sowie die zwei regionsunabhängigen Städte Addis Abeba und Dire Dawa gegliedert. Die Regionen sind in sogenannte Zonen aufgeteilt.
Ebenen
1. Regionen (11) und regionsunabhängigen Städte (2)
2. Zonen (~68)

3. Woredas und Special Woredas (~550)

4. Kebeles und Nachbarschaftsverbände (~17.000 (2007))

### Australien
Australien (englisch Commonwealth of Australia) ist ein Staat auf der Südhalbkugel der Erde, der die gesamte Landmasse des australischen Kontinents, die ihr südlich vorgelagerte Insel Tasmanien, die subantarktische Macquarieinsel mit ihren Nebeninseln und als Außengebiete die pazifische Norfolkinsel, die Kokosinseln, die Weihnachtsinsel sowie die Ashmore- und Cartierinseln und die Heard und McDonaldinseln im Indischen Ozean umfasst.
Ebenen
1. Bundesstaaten / states (6), Territorien / territories (3) und Außengebiete / external areas (6)

2. Verwaltungsgebiete / Local Government Areas und Gemeindefreie Gebiete / unincorporated areas (521)
3.  City – für Stadtgebiete, Rural City – für Kleinstädte in ländlichen Gebieten, Shire – ländliche Bezirke und Borough – Bezirke, die in größeren Siedlungen entstanden sind

## B

### Bahamas
Seit 1999 sind die in der Karibik liegenden Bahamas durch den Local Government Act von 1996 in 31 Kommunalverwaltungsdistrikte und die Insel New Providence, die von der nationalen Regierung verwaltet wird, aufgeteilt.
Ebenen
1. Distrikte (31)

2. Städte, Gemeinden und Dörfer

### Bahrain
Der im Persischen Golf gelegene Inselstaat Bahrain ist seit September 2014 in vier Gouvernements gegliedert.
Ebenen
1. Gouvernements (4)
2. Städte, Gemeinden und Dörfer

### Bangladesch
Die südasiatische Republik Bangladesch ist in acht Verwaltungseinheiten (Divisions), die nach deren jeweiliger Hauptstadt benannt wurden, gegliedert. Diese wiederum sind in 64 Bezirke (Districts) eingeteilt.
Ebenen
1. Divisionen (bibhag / 8)
2. Distrikte (jela / 64)
3. Subdistrikte (upazla oder thana / 491)
4. Union Parishads (4550)
5. Städte, Gemeinden und Dörfer

### Barbados
Das zu den Kleinen Antillen im Atlantik gehörende Barbados ist in elf Parishes (Bezirke/Kirchspiele) gegliedert, die auf die Gliederung der anglikanischen Kirche von 1645 zurückgehen.
Ebenen
1. Parishes (11)
2. Städte, Gemeinden und Dörfer

### Belarus
Der osteuropäische Binnenstaat Belarus ist in sechs Verwaltungsbezirke mit 118 Kreisen gegliedert. Die Hauptstadt Minsk hat einen Sonderstatus und gehört keinem der Bezirke an.
Ebenen
1. Bezirke (Woblaste / 6)
2. Kreise (Rajone / 118)

3. Städte (mind. 88)

4. Städtische Siedlungen (Passawets / mind. 86)
5. Landratsgemeinden (Dorfsowjets / mind. 1448)
6. Gemeinden und Dörfer

### Belgien

Die zehn Provinzen Belgiens

Belgien ist seit 1993 ein Bundesstaat, der sich sowohl in drei Regionen als auch in drei Gemeinschaften gliedert. Als nachgeordnete Verwaltungseinheiten bestehen zehn Provinzen und 43 Arrondissements. Die lokale Selbstverwaltung wird von den 589 Gemeinden ausgeübt.
Ebenen
1. Gemeinschaften (3): Flämische Gemeinschaft, Französische Gemeinschaft und Deutschsprachige Gemeinschaft
2. Regionen (3): Flämische Region, Wallonische Region und die Region Brüssel-Hauptstadt
3. Provinzen (10)
4. Bezirke/Arrondissements (43)
5. Städte und Gemeinden (589)

### Belize
Der zentralamerikanische Staat Belize ist in sechs Provinzen unterteilt.
Ebenen
1. Provinzen (districts / 6)
2. Städte, Gemeinden und Dörfer

### Benin

Die zwölf Departements von Benin

Das westafrikanische Benin ist in zwölf Departements gegliedert. Diese sind in 77 Kommunen, die wiederum in Arrondissements und schließlich in Dörfer oder in Stadtbezirke aufgeteilt.
Ebenen
1. Departements (12)
2. Kommunen (77)

3. Arrondissements
4. Stadtbezirk und Dörfer

### Bhutan
Das südasiatische Königreich Bhutan ist in vier Verwaltungsregionen (dzongdey) gegliedert, die wiederum in insgesamt 20 Distrikte (dzongkhag) aufgeteilt sind. Diese sind mit Ausnahme des Distrikts Bumthang (Hauptstadt Jakar) nach ihren Hauptstädten benannt worden.
Ebenen
1. Regionen (dzongdey / 4)
2. Distrikte (dzongkhag / 20)
3. Subdistrikte (dungkhag, teilweise / 31)
4. Blöcke (gewog / 201)
5. Landgemeinden (chiwog / 1044)
6. Gruppen von Dörfern (ewogs)
7. Dörfer

### Bolivien
Das in Südamerika liegende Bolivien ist in neun Departamentos aufgeteilt. Die Departamentos werden von einem Präfekten (Prefecto) verwaltet, der früher vom Präsidenten ernannt wurde, seit 2005 aber als Zugeständnis an Autonomiebestrebungen vom Volk gewählt werden. Die Departamentos gliedern sich ihrerseits in insgesamt 112 Provinzen (Provincias), die jeweils von einem ernannten Unterpräfekten (Subprefecto) verwaltet werden. Die Provinzen sind wiederum in 324 Municipios untergliedert.
Ebenen
1. Departamentos (9)

2. Provinzen (Provincias / 112)
3. Landkreise (Municipios / 339)
4. Kantone (Cantones / 1374)
5. Städte

6. Ortschaften

### Bosnien und Herzegowina

Die zehn Kantone Bosnien und Herzegowinas und die Stadt Brčko

Bosnien und Herzegowina besteht seit dem Dayton-Vertrag, also seit 1995, aus zwei Gliedstaaten: der Föderation Bosnien und Herzegowina und der Republika Srpska.
Die Föderation Bosnien und Herzegowina setzt sich aus zehn Kantonen zusammen, die über erhebliche eigene Zuständigkeiten verfügen. Der Distrikt um die nordbosnische Stadt Brčko untersteht als Kondominium beider Entitäten direkt dem Gesamtstaat.
Ebenen
1. Kantone der Föderation Bosnien-Herzegowina (10)

2. Städte

3. Gemeinden (općine bzw. opštine / 142 und 63)

### Botswana
Der im südlichen Afrika liegende Binnenstaat Botswana ist in zehn Distrikte und sechs selbstverwaltete Städte unterteilt.
Ebenen
1. Distrikte (10)

2. Selbstverwaltete Städte (city oder town / 6)

3. Sub-Distrikte (18)

4. Gemeinden und Dörfer

### Brasilien
Die Föderative Republik Brasilien ist in 26 Bundesstaaten und einen Bundesdistrikt, der nur aus einer einzigen Gemeinde, der Stadt Brasília, besteht, gegliedert. Unterhalb der Bundesstaaten folgen als nächsthöchste eigenständige Verwaltungsebene die Gemeinden.
Ebenen
1. geostatistische Regionen (5)
2. Bundesdistrikt ((Distrito Federal do Brasil / 1) und Bundesstaaten (26)

3. Gemeinden (Municípios) = Städte und Dörfer

4. Unterpräfekturen (Subprefeituras), zum Beispiel in São Paulo (32) und Rio de Janeiro (8)

### Brunei
Das südostasiatische Sultanat Brunei gliedert sich in vier Distrikte und Stadtbereiche, die wiederum in Bezirke, Dörfer und Orte mit Langhäusern untergliedert sind. (Stand: März 2019)
Ebenen
1. Distrikte (malaiisch daerah / 4)

2. Bezirke (mukim / 39)

3. Dörfer (kampong)
4. Orte mit Langhäusern

### Bulgarien
Die in Südosteuropa liegende Republik Bulgarien besteht seit 1999 aus 28 Verwaltungsbezirken, welche in 266 Gemeinden aufgeteilt sind.
Ebenen
1. Bezirke (Oblaste / 28)

2. Gemeinden (266)

### Burkina Faso
Der westafrikanische Staat Burkina Faso ist in 13 Regionen und 45 Provinzen, welche in Départements und städtische sowie ländliche Gemeinden geteilt sind, gegliedert.

Die Regionen, Provinzen und Gemeinden haben als Gebietskörperschaften Rechte der Selbstverwaltung, parallel dazu bestehen Verwaltungsstrukturen, die durch Repräsentanten des Staates geführt werden, allerdings dieselben Territorien umfassen und zum Teil dieselben Namen tragen (Regionen, Provinzen).
Ebenen
1. Regionen (régions / 13)
2. Provinzen (provinces / 45)
3. Départements
4. Städtische und ländliche Gemeinden (communes urbaines / 48, communes rurales / 317)

### Burundi
Der ostafrikanische Binnenstaat Burundi ist in 17 Provinzen, die nach ihren Hauptstädten benannt wurden, aufgeteilt. Die Provinzen sind in 129 Distrikte (Kommunen), diese wiederum in Collines unterteilt.
Ebenen
1. Provinzen (17)

2. Kommunen (communes / 117)

3. Collines (Hügel)

## C

### Chile
Das an der Westküste Südamerikas liegende Chile ist in 16 Verwaltungsregionen aufgeteilt. Unter den Regionen sind die Provinzen und darunter die Kommunen angesiedelt.
Ebenen
1. Regionen (Regiones / 16)
Siehe auch: Liste der chilenische Regionen
2. Provinzen (Provincias / 56)
Siehe auch: Liste der chilenischen Provinzen
3. Kommunen (Comunas / 346 in 2010)

### China
Die Volksrepublik China ist administrativ in 22 Provinzen, fünf autonome Gebiete, vier regierungsunmittelbare Städte sowie die Sonderverwaltungsgebiete Hongkong und Macao aufgeteilt. Darüber hinaus betrachtet die chinesische Führung Taiwan als „abtrünnige“ 23. Provinz der Volksrepublik, jedoch gelangte die Insel seit dem Bestehen der Volksrepublik 1949 nie unter deren Herrschaftseinfluss.
Ebenen
1. Provinzebene (34)

- Provinzen (23); zum Teil in ihren Grenzen seit der Ming-Dynastie existierend, aus Sicht der Volksrepublik inklusive Taiwan
- Regierungsunmittelbare Städte (4) = Peking, Tianjin, Chongqing und Shanghai
- Sonderverwaltungszonen (2) = Hongkong und Macau
- Autonomen Regionen (5) = Innere Mongolei, Guangxi, Ningxia, Tibet und Xinjiang

2. Bezirksebene (333)
- Provinzunmittelbare Verwaltungszonen
- Bezirksfreie Städte (293)
- Autonome Bezirke (30)
- Regierungsbezirke
- Bünde/Ligen

3. Kreisebene (2.853 + 7)
- Stadtbezirke (872; Stand: 31. Dezember 2013)
- Kreisfreie Städte (368; Stand: 31. Dezember 2013)
- Kreise (1442; Stand: 31. Dezember 2013)
- Banner (52)
- Autonome Kreise (117)
- Sondergebiete (2 + 7)

4. Gemeindeebene (40.497 + 3)
- Straßenviertel (7.566; Stand: 31. Dezember 2013)
- Großgemeinden (40.497; Stand: 31. Dezember 2013)
- Gemeinden
- Sum
- Nationalitätengemeinden
- Amtsgebietsstellen

5. Dorfebene
- Einwohnergemeinschaften
- Dörfer
- Gaqaa = Dörfer der Viehhirten

### Costa Rica
Der mittelamerikanische Staat Costa Rica ist in sieben Provinzen, 81 Kantone und 470 Distrikte gegliedert.
Ebenen
1. Provinzen (provincias / 7)
2. Kantone (cantones / 81)
3. Distrikte (distritos / 470)
4. Städte

### Côte d'Ivoire
Die in Westafrika liegende Elfenbeinküste – amtlich: Republik Côte d’Ivoire – ist seit dem 28. September 2011 in zwölf Distrikte sowie die zwei autonomen Stadtdistrikte Abidjan und Yamoussoukro geteilt. Die Distrikte sind in Regionen, die Regionen in Departements und diese wiederum in Gemeinden gegliedert.
Ebenen
1. Distrikte/autonome Stadtdistrikte (12 + 2)

2. Regionen (31)

3. Départements (105)

4. Gemeinden (197)

## D

### Dänemark

Die fünf Regionen Dänemarks

Seit dem 1. Januar 2007 ist Dänemark in fünf Regionen mit insgesamt 98 Kommunen aufgeteilt.
Ebenen
1. Regionen (regioner / 5)
Siehe auch: Liste der Regionen in Dänemark
2. Kommunen (kommuner / 98)
Siehe auch: Liste der Kommunen in Dänemark und Liste der Städte in Dänemark
3. Kirchspielsgemeinden
Siehe auch: Sogn

### Deutschland

Länder, Regierungsbezirke, Kreise und kreisfreie Städte Deutschlands

Die Bundesrepublik Deutschland besteht seit 1990 aus 16 Gliedstaaten, die als Länder oder Bundesländer bezeichnet werden und teilweise unterschiedliche Verwaltungsgliederungen haben.
Ebenen
1. Länder (16)

2. Regierungsbezirke (19); nur in Baden-Württemberg (4), Bayern (7), Hessen (3) und Nordrhein-Westfalen (5)

3. (Land-)Kreise; nicht in Berlin, Bremen und Hamburg
4. Ämter; nur in Brandenburg, Mecklenburg-Vorpommern und Schleswig-Holstein
5. Gemeindeverwaltungsverbände; nur in Baden-Württemberg und Hessen
6. Samtgemeinden; nur in Niedersachsen (116)
7. Verbandsgemeinden; nur in Brandenburg (1), Rheinland-Pfalz und Sachsen-Anhalt
8. Verwaltungsverbände; nur in Sachsen (6)
9. Verwaltungsgemeinschaften; nur in Bayern (311) und Thüringen (43)
10. Gemeinden (10.790, davon 2.054 Städte (Stand: Januar 2021))

### Dominica
Dominica ist ein Inselstaat der Kleinen Antillen in der östlichen Karibik und in zehn Parishes eingeteilt.
Ebenen
1. Parishes (10)
2. Städte und Dörfer

### Dominikanische Republik
Die auf der Insel Hispaniola der Großen Antillen liegende Dominikanische Republik ist seit 30. Juli 2004 in zehn Regionen sowie 31 Provinzen und einen Nationalbezirk, der die Hauptstadt Santo Domingo umfasst, gegliedert.
Ebenen
1. Regionen (regiones / 10)
2. Provinzen (provincias / 31) und ein Nationalbezirk (Distrito Nacional)

3. Gemeinden (municipios / 158)

4. Gemeindebezirke (distritos municipales / 235)

### Dschibuti
Die ostafrikanische Republik Dschibuti ist in fünf Regionen und die einen Sonderstatus besitzende Hauptstadt Dschibuti gegliedert.
Ebenen
1.a) Hauptstadt Dschibuti
- Communes (3)
- Arrondissements (6)
- Quartiers

1.b) Regionen (5)
2. Städte, Gemeinden und Dörfer

## E

### Ecuador
Das im Nordwesten Südamerikas gelegene Ecuador ist in 24 Provinzen, 221 Kantone sowie Pfarreien bzw. Kirchspiele gegliedert.
Ebenen
1. Regionen (3): Amazonien (Oriente), Andenhochland (Sierra) und Küste (Costa)
2. Provinzen (provincias / 24)
3. Kantone (cantones / 221)
4. Pfarreien bzw. Kirchspiele (parroquias)
5. Städte, Gemeinden und Dörfer

### El Salvador
Das mittelamerikanische El Salvador ist in 14 Provinzen aufgeteilt. Jede Provinz ist in Gemeinden, diese in Kantone und diese wiederum in Dörfer und Weiler gegliedert.
Ebenen
1. Provinzen (Departamentos / 14)

2. Gemeinden (Municipios / 262)

3. Kantone (Cantones)
4. Dörfer und Weiler (Caseríos)

### Eritrea
Seit der Verwaltungsreform vom 15. Juli 1996 ist das nordostafrikanische Eritrea in sechs Provinzen gegliedert.
Ebenen
1. Provinzen (Zobas / 6)
2. Distrikte (49)
3. Städte

4. Dörfer

### Estland
Das Gebiet der baltischen Republik Estland ist in 15 Landkreise, 34 Städte, 11 Minderstädte sowie zahlreiche Dörfer und Siedlungen gegliedert.
Ebenen
1. Landkreise (maakonnad / 15)
2. Gemeinden (omavalitsus): Stadt- (linn) und Landgemeinden (vald)
- Städte (34)

- Minderstädte (alev / 11)
- Siedlungen (alevik)
- Dörfer (küla)

### Eswatini
Das im südlichen Afrika liegende Eswatini ist in vier Regionen und 59 Tinkhundla gegliedert. Letztere bestehen aus mehreren Häuptlingsbezirken.
Ebenen
1. Regionen (regions / 4)

2. tinkhundla (59)
3. Häuptlingsbezirke (umaphakatsi)

## F

### Fidschi
Der im Südpazifik liegende Inselstaat Fidschi ist in vier Divisionen und das Schutzgebiet 'Rotuma' mit der Hauptstadt Ahau gegliedert. Die Divisionen sind in 14 Provinzen unterteilt.
Ebenen
1. Divisionen (divisions / 4) und das Schutzgebiet 'Rotuma' (dependency /1)

2. Provinzen (yasana / 14)
3. Distrikte (tikina cokavata)
4. Subdistrikte (tikina vou)
5. Städte und Dörfer (koro)

### Finnland

Die 20 Landschaften Finnlands

Die nordeuropäische Republik Finnland besteht aus sechs Provinzen. Diese sind in 20 Landschaften unterteilt, die sich an die aus schwedischer Zeit hergebrachten historischen Landschaften anlehnen und daher im Gegensatz zu den Provinzen über eine traditionelle regionale Identität verfügen.
Ebenen
1. Provinzen (lääni/län / 6)

2. Landschaften (maakunta/landskap / 20)
3. Verwaltungsgemeinschaften (seutukunta/ekonomisk region / 70)
4. Gemeinden (kunta/kommun / 309)
- Städte (kaupunki/stad / 107)

- Städtische Siedlungen (taajama/tätort)
- Dörfer (kylä/by)

### Frankreich
Seit 2016 ist Frankreich in 18 Regionen aufgeteilt, welche ihrerseits in Départements, Arrondissements und Kantone gegliedert sind. Von den Regionen befinden sich 13 im europäischen Kernland (France métropolitaine), darunter auch die Mittelmeerinsel Korsika. Die übrigen fünf Regionen bestehen aus jeweils nur einem Département und werden daher Übersee-Départements (Départements et régions d’outre-mer) genannt. Die Gemeinden sind die unterste Ebene der Selbstverwaltung.
Ebenen
1. Regionen (18)
2. Départements (101)
3. Arrondissements (333)
4. Kantone (2054)
5. Gemeindeverbände (communauté d’agglomération)
6. Gemeinden (communes / 35.416  (Stand: 1. Januar 2017))
- Hauptorte
- Nachbardörfer
- Weiler (hameaux)
- Einzelgehöfte

## G

### Gabun

Die neun Provinzen Gabuns

Der zentralafrikanische Staat Gabun ist in neun Provinzen gegliedert. Die Provinzen sind wiederum in zusammen 37 Departements eingeteilt.
Ebenen
1. Provinzen (9)
2. Departements (37)
3. Städte und Gemeinden

### Gambia

Die sechs Regionen Gambias

Die in Westafrika liegende Republik Gambia ist in sechs Regionen und zwei Städte unterteilt. Die Regionen sind weiter in 35 Distrikte und 1870 Ortschaften geteilt.
Ebenen
1. Regionen (6) und Gemeinden (2)
2. Distrikte (35 + 2)
3. Ortschaften (1870)

### Georgien

Die Hauptstadt Tiflis sowie die zwei autonomen Republiken und neun Regionen Georgiens

Die Verwaltung der eurasischen Republik Georgien ist stark zentralisiert: Sie gliedert sich auf oberer Ebene in neun Regionen, zwei autonome Republiken und die Hauptstadt Tiflis, die ebenfalls den Status einer Region genießt. Auf der mittleren Ebene finden sich 73 Munizipalitäten und auf kommunaler Ebene rund 1100 Kommunen.
Ebenen
1. Regionen (mchareebi / 9), autonome Republiken (awtonomiuri respublika / 2) und die Hauptstadt Tiflis
2. Munizipalitäten (Rajone, Distrikte / 67) und unabhängige Städte (6)
3. Kommunen
- Städte (kalaki / 55)
- Kleinstädte (daba / 50)
- Gemeinden (temi / 842)
- Dörfer (sopeli / 165)

### Ghana
Der westafrikanische Staat Ghana ist politisch in 16 Regionen und die Regionen in sich wiederum in 260 Bezirke unterteilt.
Ebenen
1. Regionen
2. Bezirke (districts / 260)

3. Städte, Gemeinden, Dörfer

### Grenada
Der zu den Kleinen Antillen gehörende Inselstaat Grenada ist in sechs Verwaltungsbezirke und das Nebengebiet Carriacou eingeteilt.
Ebenen
1. Bezirke (parishes / 6) und Nebengebiet Carriacou (dependency / 1)
2. Städte und Dörfer

### Griechenland
Die Verwaltung Griechenlands auf staatlicher Ebene wird durch sieben Dezentrale Behörden ausgeübt. Auf regionaler Ebene ist das Land in dreizehn Regionen geteilt. Die kommunale Ebene bilden 332 Gemeinden. Innerhalb der Gemeinden gibt es die Unterteilung in Gemeindebezirke, Stadtbezirke und Ortsgemeinschaften.
Ebenen
1. Dezentrale Behörden (Apokendromeni Diikisi / 7)
2. Regionen (periferia / 13)

- Regionalbezirke (Periferiaki Enotita)

3. Gemeinden (dimos / 332)

- Gemeindebezirke (dimotiki enotita)
- Stadtbezirke (dimotiki kinotita)
- Ortsgemeinschaften (topiki kinotita)

Außerhalb der eigentlichen Verwaltungsgliederung steht der Berg Athos (Άγιο Όρος Ágio Óros ‚Heiliger Berg‘). Griechenland übt (durch einen ernannten Gouverneur) über das Territorium die volle Souveränität aus, gewährt jedoch ein traditionelles Recht auf vollständige innere Autonomie. Alle Einwohner des Gebiets erwerben automatisch die griechische Staatsbürgerschaft, die Jurisdiktion unterliegt direkt dem Ökumenischen Patriarchat von Konstantinopel.

### Guatemala

Die 22 Departamentos Guatemalas

Die zentralamerikanische Republik Guatemala ist in 22 Departamentos aufgeteilt. Ein Departamento kann bis zu 30 Municipios als nächstkleinere Verwaltungsgliederungen umfassen.
Ebenen
1. Regionen (8)
2. Departamentos (22)

3. Municipios
4. Städte

5. Gemeinden und Dörfer

### Guinea
Das westafrikanische Guinea ist in acht Regionen, diese in 33 Präfekturen und die Sonderzone Conakry sowie 341 Unterpräfekturen geteilt.
Ebenen
1. Regionen (7) und die zone spéciale um die Hauptstadt

2. Präfekturen (33) und Sonderzone Conakry (1)

3. Unterpräfekturen (341), 303 ländliche und 38 urbane Kommunen

4. Städte und Dörfer

### Guinea-Bissau
Die an der afrikanischen Westküste zum Atlantik liegende Republik Guinea-Bissau ist in acht Regionen und einen autonomen Sektor um die Hauptstadt Bissau gegliedert. Die Regionen wiederum sind in 38 Sektoren geteilt.
Ebenen
1. Provinzen (3)
2. Regionen (Regiões / 8) und gleichgestellten autonomen Sektor (Setor autônomo de Bissau / 1)
3. Sektoren (Setores / 38)
4. Städte und Dörfer

### Guyana
Die südamerikanische Republik Guyana ist in zehn Regionen eingeteilt.
Ebenen
1. Regionen (10)
- Stadträte (ayuntamientos / 10)

- Nachbarschaftsräte (consejos vecinales / 65)
- Dörfer der indigenen Völker (pueblos indígenas)

## H

### Haiti
Die in der Karibik liegende Republik Haiti ist in zehn Départements und die in 40 Arrondissements gegliedert.
Ebenen
1, Bezirke (Départements / 10)
2. Kreise (Arrondissements / 40)

3. Städte und Gemeinden (133)

### Honduras
Die zentralamerikanische Republik Honduras ist in 18 Verwaltungsbezirke aufgeteilt. Die Departamentos sind ihrerseits wiederum in Gemeinden unterteilt. Für statistische Zwecke werden die Gemeinden weiter in aldeas und diese weiter in caseríos gegliedert. Auf der niedrigsten Ebene werden einige caseríos weiter in barrios oder colonias untergliedert.
Ebenen
1. Verwaltungsbezirke (Departamentos / 18)

2. Gemeinden (Municipalidades / 298)

3. Aldeas (3.731)
4. Caseríos (30.591)
5. Barrios oder Colonias

## I

### Indien
Die südasische Republik Indien ist in 28 Bundesstaaten und acht Unionsterritorien gegliedert, die sich in insgesamt über 600 Distrikte unterteilen. In einigen Bundesstaaten werden mehrere Distrikte zu Divisionen zusammengefasst. Den Distrikten untergeordnet sind parallel und teils überlappend die Tehsils oder auch Taluks, Blöcke und Subdivisions. Die unterste Verwaltungsebene stellen die Dörfer selbst dar, die mitunter in sogenannten Hoblis zusammengefasst sein können.
Ebenen
1. Bundesstaaten (States / 28)
2. Unionsterritorien (Union Territories / 8)

3. Divisionen (Divisions)
4. Distrikte (Districts / >600)
- Tehsils oder auch Taluks
- Blöcke
- Subdivisions

5. Hoblis
6. Städte und Dörfer

### Indonesien
Die südostasiatische Republik Indonesien ist in 35 Provinzen, zwei Sonderregionen und den Hauptstadtdistrikt Jakarta unterteilt. Eine zweite Verwaltungsebene bilden Regierungsbezirke und direkt den Provinzen unterstellte Städte. Darauf folgen die Distrikte und schließlich die Dörfer.
Ebenen
1. Provinzen (Propinsi / 35) –– Sonderregionen (Daerah Istimewa / 2) –– Hauptstadtdistrikt (Daerah Khusus Ibukota / 1)
2. Regierungsbezirke (Kabupaten / 416) −− den Provinzen unterstellte Städte (Kota / 98)

3. Distrikte (Kecamatan / 7.145)
- Mukim - nicht in allen Regionen

- Zusammenschluss mehrerer Dörfer (Gampong) - nicht in allen Regionen

4. Dörfer (Desa / 82.405)

### Irak
Die vorderasiatische Republik Irak ist in 19 Gouvernements gegliedert. Sie bilden die zweite administrative Ebene, darüber sind die weitgehend autonomen Regionen angesiedelt, von denen es bisher aber nur eine, die Autonome Region Kurdistan, gibt.
Ebenen
1. Regionen (1)
2. Gouvernements (muhafazat / 19)

3. Distrikte (116)
- Unterdistrikte

4. Städte und Gemeinden

5. Dörfer

### Iran
Der Iran ist in 31 Provinzen unterteilt. Die Provinzen sind in Verwaltungsbezirke und diese in Kreise unterteilt.
Ebenen
1. Provinzen (Ostans / 31)

2. Verwaltungsbezirke (Schahrestan / 336)
3. Kreise (Bachschs / 889)
4. Städte (Schahr / 1.016)

5. Gemeinden (Dehestan / 2.400)

### Irland
Die Republik Irland bestand früher aus vier Provinzen, die in 32 Grafschaften aufgeteilt waren. Die Provinzen haben heute keine Bedeutung mehr für die Verwaltung des Staates, sind aber im Bewusstsein der Bevölkerung präsent und zum Beispiel im Sport noch relevant. Die Grafschaften bilden bis heute das Gerüst der Verwaltungsgliederung.
Mit der Errichtung des Irischen Freistaates durch den Anglo-Irischen Vertrag 1921 wurde Irland als Teil des Commonwealth unabhängig; das Staatsgebiet umfasste 26 (durch die Teilung der Grafschaft Tipperary de facto 27) der 32 irischen Grafschaften sowie die County Boroughs Cork, Dublin, Limerick und Waterford.
1994 wurden das County Borough Dublin und die 1930 begründete, administrativ ebenfalls einem County Borough entsprechende Corporation of Dún Laoghaire aufgelöst und das Gesamtgebiet in die drei neugebildeten Grafschaften Dún Laoghaire-Rathdown, Fingal und South Dublin sowie die City of Dublin aufgeteilt.
Im Rahmen einer Verwaltungsreform 2001, die mit dem Ziel einer Vereinfachung der lokalen administrativen Strukturen durchgeführt wurde, wurden die Zuständigkeiten auf Ebene der County Councils konzentriert, die verbleibenden County Boroughs (neben den vier oben genannten auch das 1986 etablierte County Borough Galway) in Cities umbenannt und die zugehörigen City Councils rechtlich den County Councils vollständig gleichgestellt.
Die jüngste Reform der Verwaltungsgliederung auf Grafschaftenebene wurde zu den Wahlen 2014 vorgenommen. Sie beinhaltet neben verschiedenen Veränderungen auf kommunaler Ebene die Wiedervereinigung von North Tipperary und South Tipperary zur Grafschaft Tipperary sowie die Verschmelzung der City Councils Waterford und Limerick mit den gleichnamigen County Councils.
Ebenen
1. Grafschaften (Countys / 31)
2. Städte (Cities)

3. Gemeinden und Dörfer

### Island
Bereits im Jahr 965 wurde Island in vier Landesviertel (landsfjórðungar), die sich an den vier Haupthimmelsrichtungen orientierten, gegliedert.
Heute besteht Island besteht aus acht Regionen. die wiederum in kommunale Bezirke untergliedert sind.
Ebenen
1. Regionen (landshlutar / 8)
2. Bezirke und Kreisfreie Gemeinden (42)
- Bezirke/Kreise (sýslur / 22)
- kaupstaðir (8)
- bæir (7)
- borg (1)
- Sonstige (4)

3. Gemeinden (sveitarfélög / 64)

### Israel
Der vorderasiatische Staat Israel ist in sechs Bezirke, 15 Unterbezirke und fünfzig natürliche Regionen geteilt.
Ebenen
1. Bezirke (mechozot, Singular machoz / 6)
Siehe auch: Bezirke Israels
2. Unterbezirke (nafot, Singular nafa / 15)
3. Natürliche Regionen (50)
4. Stadtverwaltungen (irijot)
5. Gemeindeverwaltungen (mo'azot mekomiot / 141 (Stand: 2007))
6. Regionalverwaltungen (mo'azot asoriot)
- Kollektivsiedlungen (Kibbuzim / 268 (Stand: 2000))

- Genossenschaftlich organisierte ländliche Siedlungen (Moschawim)

- Gemeinschaftssiedlungen (Jischuw Kehilati / ~ 170 (Stand: 2010))
- Kommunale Ortschaften
- Arabische Ortschaften

### Italien
Italien ist politisch in 20 Regionen mit jeweils eigener Regierung gegliedert. Diese Regionen sind in insgesamt 95 Provinzen und 14 Metropolitanstädte unterteilt. Provinzen und Metropolitanstädte sind in insgesamt 8.094 Gemeinden gegliedert.
Ebenen
1. Regionen (regioni / 20)
2. Provinzen (province / 95) und Metropolitanstädte (città metropolitane / 14)
3. Kommunen (comuni / 8.094)

## J

### Jamaika

Die 14 Parishes Jamaikas

Der karibische Inselstaat Jamaika ist in drei traditionelle Grafschaften gegliedert, die aber heute keine Verwaltungsrelevanz mehr haben.
Die Countys sind in 14 Parishes untergliedert. Diese werden weiter in Constituencies und diese wiederum in Divisions unterteilt. Dies sind jedoch reine Wahlbezirke für die Wahl der Parish-Versammlungen; sie haben keine Verwaltungsrelevanz.
Ebenen
1. historisch: Grafschaften (countys / 3)
2. Landkreise (Parishes / 14) und  Portmore Municipality (1)
3. Städte und Gemeinden

### Japan
Das ostasiatische Kaiserreich Japan ist flächendeckend in drei Verwaltungsebenen, die Zentralregierung in Tokio, die 47 Präfekturen und die kommunale Ebene gegliedert. Letztere beinhaltet die kreisfreien Städte, Kleinstädte, Dörfer sowie in der Präfektur Tokio die 23 „[Sonder-]Bezirke“.
Ebenen
1. historisch: Regionen (chihō / 8)
2. Präfekturen (todōfuken / 47)
3. Kommunale Ebene (shikuchōson)
- Kreisfreie Städte (shi)
- Kleinstädte (chō oder machi)
- Dörfer (mura oder son)
- [Sonder-]Bezirke ([tokubetsu-]ku / 23)

### Jemen
Die im Süden der Arabischen Halbinsel gelegene Republik Jemen ist in 21 Gouvernements und einen Hauptstadtdistrikt gegliedert. Diese 22 Verwaltungseinheiten sind in Distrikte, Subdistrikte, Dörfer und Ortsteile geteilt.
Ebenen
1. Gouvernements (muḥāfaẓa / 21) und Hauptstadtdistrikt (muḥāfaẓat amānat al-ʿāṣima / 1)

2. Distrikte (333)
3. Subdistrikte (2.200)
4. Dörfer (36.986)
5. Ortsteile (91.489)

### Jordanien
Das vorderasiatische Königreich Jordanien ist in zwölf Gouvernements gegliedert. Darunter liegende Ebenen der Lokalverwaltung sind Distrikte und Subdistrikte, Städte, Gemeinden und Dörfer.
Ebenen
1. Gouvernements (muḥāfaẓa / 12)
2. Distrikte (liwā / 52)
3. Subdistrikte (qaḍā)
4. Städte, Gemeinden, Dörfer

## K

### Kambodscha
Das südostasiatische Königreich Kambodscha ist in 24 Provinzen und eine provinzfreie Stadt gegliedert. Die Provinzen setzen sich aus Kommunen, Städten aus Stadtbezirken und Stadtteilen zusammen.
Ebenen
1. Provinzen (Khet / 24) und eine provinzfreie Hauptstadt (Reachthani)
2. Bezirke (Srok), Landkreise (Srok) und Städte (Krong)
3. Kommunen (Khum)
- Städte (Krong)

- Stadtbezirke (Khan)
- Stadtteile (Sangkat)

- Ortschaften (Phum)
- Dörfer (Phum)
- Siedlungen (Krom)

### Kamerun

Die zehn Regionen Kameruns

Die zentralafrikanische Republik Kamerun ist in Regionen, Bezirke und mehr als 300 Gemeinden gegliedert.
Ebenen
1. Regionen (10)
2. Bezirke (departments bzw. départements / 58)
3. Gemeinden (arrondissements / > 300)

### Kanada
Kanada ist in zehn Provinzen und drei Territorien gegliedert. Der Unterschied zwischen kanadischen Provinzen und Territorien besteht darin, dass die Provinzen durch eigene Provinzregierungen verwaltet werden, während die Territorien einer direkteren Kontrolle durch die Bundesorgane unterliegen.
Ebenen, in den Provinzen und Territorien sehr unterschiedlich strukturiert
1. Provinzen und Territorien (10 + 3)
2. Regionaldistrikte (regional districts / 39) und Bezirke (15)
3. Regionen; in Manitoba (8), Québec (17), in den Nordwest-Territorien (5) und in Nunavut (6)
4. Städtische Verwaltungseinheiten
5. Regionalgemeinden (Regional Municipalities); in Nova Scotia (3), Ontario (8) und Québec
6. Ländliche Verwaltungseinheiten (Municipal Districts); nur in Alberta (63)
7. Specialized Municipalities; nur in Alberta (6)
8. Special Areas; nur in Alberta (3)
9. Agglomerationen; nur in Québec (11)
10. Bezirke (Countys); nur in Nova Scotia (18), Ontario (23) und Prince Edward Island (3)
11. Improvement Districts; nur in Alberta (8)
12. Einstufige Gemeinden (Single-Tier Municipalities); nur in Ontario (11)
13. Städte (Cities) und Gemeinden (Towns), Dörfer (Villages), Weiler (Halets) und Siedlungen (Settlements)

14. Volkszählungseinheiten (Census divisions), für statistische Zwecke; nur in Manitoba (23), Neufundland und Labrador (11) und Saskatchewan (18)

### Kap Verde
Die Einteilung des im Zentralatlantik liegenden Inselstaats Kap Verde in die Inselgruppen Nord (Ilhas de Barlavento, „Inseln über dem Wind“) und Süd (Ilhas de Sotavento, „Inseln unter dem Wind“) hat keinerlei administrative Bedeutung. Offiziell ist Kap Verde in 22 Kreise, und diese in insgesamt 32 Gemeinden gegliedert.
Ebenen
1. Kreise (Municípios / 22)
2. Gemeinden (Freguesias / 32)

### Kasachstan
Der zentralasiatische Binnenstaat Kasachstan ist in 14 Gebiete und 198 (Stadt)Bezirke gegliedert.
Ebenen
1. Gebiete (14) – Regionen (Oblystar / 11) und Städte mit Sonderstatus (Städte republikanischer Bedeutung (Republikalyq mangysy bar qala / 3)

2. Bezirke (Audany / 182) und Stadtbezirke (Awtonomnyj(-e) Okrug(-a) / 16)
3. Städte

4. Siedlungen städtischen Typs
5. Dörfer (Aul)

### Katar

Die acht Gemeinden Katars

Das in Vorderasien an der Ostküste der arabischen Halbinsel am Persischen Golf gelegene Emirat Katar ist seit 2014 in achr Gemeinden gegliedert. Diese sind für statistische Zwecke weiter in Zonen und diese in Blöcke eingeteilt.
Ebenen
1. Gemeinden (baladiyya / 8)
2. Zonen (98)
3. Blöcke

### Kenia

Die 47 Counties in Kenia

Die ostafrikanische Republik Kenia ist seit der Verfassungsreform 2010 in 47 Counties gegliedert.
Ebenen
1. Counties
2. Divisionen (sub-counties)
3. Städte

4. Dörfer

### Kirgisistan
Die zentralasiatische Republik Kirgisistan ist in sieben Gebiete sowie die zwei zu keinem Gebiet gehörenden Städte Bischkek und Osch gegliedert. Die Gebiete sind wiederum in Landkreise unterteilt. Die Stadt Bischkek ist in vier Bezirke unterteilt. Die Landkreise wiederum sind in insgesamt ländliche Lokalverwaltungen und Städte untergliedert.
Ebenen
1. Gebiete (oblus / 7) und gebietsfreie Städte (шаар bzw. schaar / 2)
2. Landkreise (rajon / 40) und Bezirke (4)
3. Ländliche Lokalverwaltungen (ajyl ökmötü / 473) und Städte (22)

### Kiribati

Die drei Verwaltungseinheiten Kiribatis

Der pazifische Inselstaat Kiribati ist in drei Verwaltungseinheiten und sechs Distrikte gegliedert.
Ebenen
1. Verwaltungseinheiten (Units / 3)
2. Distrikte (Districts / 6)
3. Städte und Dörfer

### Kolumbien
Die im Nordosten Südamerikas gelegene Republik Kolumbien ist politisch in Departamentos und einen Hauptstadtdistrikt unterteilt. Die Departamentos sind weiter in Gemeinden oder gemeindeähnliche Verwaltungseinheiten eingeteilt. Zehn Gemeinden gelten wegen ihrer besonderen Stadtstruktur als Distrikte.
Ebenen
1. Departamentos (32) und ein Hauptstadtdistrikt (Distrito Capital)
2. Gemeinden (municipios) oder gemeindeähnliche Verwaltungseinheiten (corregimientos departamentales) / (1.121)

- Distrikte (Distritos / 10)

### Komoren

Die drei autonomen Inseln der Komoren und das beanspruchte französische Überseegebiet Mayotte

Die im Indischen Ozean liegende föderale Republik der Komoren ist seit der Verwaltungsreform im Jahr 2011 in drei autonome Inseln mit 16 Präfekturen gegliedert.
Ebenen
1. Autonome Inseln (3)

2. Präfekturen (préfectures / 16)

3. Gemeinden (communes / 54)
- Städte und Dörfer

### Kongo, Demokratische Republik

Die 25 Provinzen und der Hauptstadtbereich der Demokratischen Republik Kongo

In der in Zentralafrika liegenden Demokratischen Republik Kongo, auch als Kongo-Léopoldville bekannt, herrscht eine traditionell streng zentralistische Verwaltung: Das Land ist seit 2015 in 25 Provinzen und eine neutrale Stadt gegliedert.
Ebenen
1. Provinzen (25) und eine neutrale Stadt (Ville neutre)

2. Distrikte und Territorien
3. Städte

4. Dörfer

### Kongo, Republik
Die zentralafrikanische Republik Kongo, auch als Kongo-Brazzaville bekannt, ist in zwölf Departements gegliedert.
Ebenen
1. Departements (12)
2. Distrikte
3. Städte

4. Gemeinden und Dörfer

### Kroatien

Die 20 Gespanschafte Kroatiens

Die in der Übergangszone zwischen Mittel- und Südosteuropa liegende Republik Kroatien ist in 20 Gespanschaften und die Hauptstadt Zagreb, die selbst die Kompetenzen einer Gespanschaft hat, gegliedert. Die Gespanschaften sind ihrerseits in Städte und Gemeinden gegliedert.
Ebenen
1. Gespanschaften (županije / 20) und die Hauptstadt Zagreb
2. Städte (gradovi / 127)
3. Gemeinden (opcine / 428)

### Kuba
Der karibische Inselstaat Kuba ist in 14 Provinzen und das Sonderverwaltungsgebiet ‚Isla de la Juventud‘ gegliedert.
Ebenen
1. Provinzen (14) und Sonderverwaltungsgebiet (Municipio especial / 1)
2. Municipios (168)

3. Städte

4. Siedlungen städtischen Typs
5. Siedlungen ländlichen Typs (Pueblos, Pobladas, Caseríos bzw. Bateys)

### Kuwait
Das vorderasiatische Emirat Kuwait ist in sechs Gouvernements und diese in zahlreiche Bezirke gegliedert.
Ebenen
1. Gouvernements (muḥāfaẓa / 6)

2. Bezirke (minṭaqah / 132)
3. Distrikte
4. Städte und Dörfer

## L

### Laos
Die südostasiatische Volksrepublik Laos ist in 17 Provinzen und eine Präfektur gegliedert. Darunter folgt eine Einteilung in Distrikte und Gemeinden.
Ebenen
1. Provinzen (khoueng / 17) und eine Präfektur (kampheng nakhon)
2. Distrikte (müang / ~ 140)
3. Gemeinden (ban / > 11.000)

### Lesotho
Das im südlichen Afrika liegende Königreich Lesotho ist in zehn Distrikte aufgeteilt.
Ebenen
1. Distrikte (10)
2. Städte und Gemeinden (Community Councils / 129)

### Lettland
Die baltische Republik Lettland ist seit Juli 2025 in zehn Republik-Städte und 35 Bezirksgemeinden geteilt.
Ebenen
1. Bezirksgemeinden (novadi / 35) und Republik-Städte (republikas pilsētas / 10, davon 7 bezirksfrei)
2. Städte (pilsētas) und Gemeinden (pagasti)

### Libanon
Die in Vorderasien am Mittelmeer gelegene Republik Libanon ist in neun Gouvernements unterteilt, die sich aus insgesamt 25 Distrikten zusammensetzen.
Ebenen
1. Gouvernements (muḥāfaẓāt / 9)

2. Distrikte (25)
3. Städte

4. Gemeinden und Dörfer

### Liberia
Der westafrikanische Staat Liberia ist in Regionen und Distrikte gegliedert.
Ebenen
1. Regionen (Countys / 15)
2. Distrikte (Districts / 136)
3. Städte und Dörfer

### Libyen
Der nordafrikanische Staat Libyen ist seit 2007 in 22 Munizipien gegliedert.
Ebenen
1. Munizipien (Schaʿbiyyat / 22)
2. Städte und Dörfer

### Liechtenstein
Das Fürstentum Liechtenstein ist in zwei Wahlkreise und elf Gemeinden unterteilt.
Ebenen
1. Wahlkreise (2)
2. Gemeinden (11)
- Ex- und Enklaven (19)

### Litauen
Die baltische Republik Litauen ist in zehn Verwaltungsbezirke geteilt.
Ebenen
1. Bezirke (Apskritis / 10)
2. Selbstverwaltungsgemeinden (Savivaldybė / 60)
- Stadtgemeinden (Miesto Savivaldybė / 7)
- Rajongemeinden (Rajono Savivaldybė / 43)
- genuine Gemeinden (Nauja Savivaldybė / 10)

3. Amtsbezirke/Ältestenschaften (Seniūnija / > 500)
4. Unterbezirke/Nachbarschaften/Bauernschaften (Seniūnaitijos)
- Städte

- Städtchen
- Dörfer

### Luxemburg

Die zwölf Kantone Luxemburg

Das Großherzogtum Luxemburg ist in zwölf Kantone mit 102 Gemeinden unterteilt, die sich meist aus mehreren Ortschaften zusammensetzen. Die Kantone dienen lediglich als territoriale Einheiten, auf deren Basis die Wahl- und Verwaltungsbezirke organisiert sind und haben keine eigene Verwaltungsstrukturen.
Ebenen
1. Kantone (12), ohne eigene Verwaltungsstrukturen
2. Gemeinden (105), davon zwölf mit dem Status einer Stadt

## M

### Madagaskar
Der zu Afrika gehörende Inselstaat Madagaskar ist in 22 Regionen aufgeteilt, die wiederum in 119 Kreise gegliedert sind. Die unterste Verwaltungsebene bilden die Kommunen.
Ebenen
1. Regionen (22)
2. Kreise (Fivondronana / 119)
3. Kommunen

4. Stadtteile und Dörfer (Fokontany) mit Selbstverwaltung

### Malawi
Der ostafrikanische Binnenstaat Malawi ist in drei Verwaltungsregionen und darunter liegend in insgesamt 28 Distrikte unterteilt.
Ebenen
1. Regionen (Regions / 3)
2. Distrikte (Districts / 28) und Städte mit Distriktstatus (4)
3. Städte und Dörfer

4. Häuptlingsgebiete (137)
5. Unterhäuptlingsgebiete (68)

### Malaysia
Das südostasiatische Malaysia ist eine Monarchie, die sich aus 13 Bundesstaaten und drei Bundesterritorien zusammensetzt.
Ebenen
1. Bundesstaaten (Negeri / 13) und Bundesterritorien (Wilayah persekutuan / 3)
2. Distrikte (Dawaïr)
3. Mukim
4. Städte und Dörfer

### Malediven

Die Verwaltungsatolle und Städte der Malediven

Die geographischen Atolle der im Indischen Ozean gelegenen Republik Malediven mit insgesamt 1196 Inseln sind in 19 Distrikte (Verwaltungsatolle) und zwei Städte gegliedert.
Ebenen
1. Distrikte / Verwaltungsatolle (19) und Städte (2)
2. Orte

### Mali
Der westafrikanische Staat Mali ist auf der höchsten Ebene in zehn Regionen und einen Hauptstadtdistrikt gegliedert. Die Regionen sind in insgesamt 49 Kreise geteilt, der Hauptstadtdistrikt umfasst die Stadt Bamako, die in sechs Gemeinden unterteilt ist. Unterste Verwaltungsebene bilden die Gemeinden, von denen es 19 städtische und 684 ländliche Gemeinden gibt.
Ebenen
1. Regionen (Régions / 8) und ein Hauptstadtdistrikt
2. Kreise (Cercles)
3. Gemeinden (Communes / 703)

### Malta
Seit 1993 ist die im Mittelmeer gelegene Republik Malta in 68 Gemeinden gegliedert. Die Gemeinden werden für statistische Zwecke zu sechs Distrikten und diese wiederum zu drei Regionen zusammengefasst.
Ebenen
1. Regionen – nur für statistische Zwecke (3)
2. Distrikte – nur für statistische Zwecke (6)
3. Gemeinden (Kunsill Lokali / 68)

### Marokko

Die zwölf Regionen Marokkos

Das im Nordwesten Afrikas gelegene Königreich Marokko wurde 1997 bzw. 2015 im Rahmen eines Dezentralisierungsprogramms zu 16 und später zu zwölf Regionen neu gegliedert. Die Regionen sind weiter untergliedert in 13 Präfekturen und 62 Provinzen, wobei die Präfekturen weitgehend urbane Gebiete umfassen und die Provinzen eher rural geprägt sind. Die unterste Ebene der Gebietskörperschaften stellen über 1500 Gemeinden dar.
Zwischen den Gemeinden und der Provinz- und Präfekturebene wurden im Zuge einer Dekonzentrationsprogramms Kreise, Paschaliks und Caïdats eingerichtet.
Ebenen
1. Regionen (Dschiha / 16)
2. Präfekturen (ʿAmāla / 13)
3. Provinzen (Iqlīm / 62)
4. Kreise (Dāʾira)
5. Paschaliks (Bāschawiyya)
6. Caïdats (Qiyāda)
7. Gemeinden – Städte und Landgemeinden (Dschamāʿa / > 1.500)

### Marshallinseln

Die Distrikte der Marshallinseln

Die im mittleren Pazifik liegenden Marshallinseln bestehen aus zwei fast parallel verlaufenden Insel- und Atollketten, der Ratak-Kette (Sonnenaufgangsinseln) mit 14 Atollen und zwei Inseln im Osten sowie der Ralik-Kette (Sonnenuntergangsinseln) mit 15 Atollen und drei Inseln im Westen.
Zu den Inselketten gehören zusammen rund 1225 größere und kleinere Inseln sowie 870 Riffe, die sich über ein Gebiet von knapp zwei Millionen Quadratkilometer erstrecken.
Ebenen
1. Distrikte (24)
2. Städte und Orte

### Mauretanien
Die westafrikanische Republik Mauretanien ist in fünfzehn Regionen geteilt, drei davon bilden die Hauptstadt Nouakchott. Die Regionen sind in insgesamt 44 Départements aufgeteilt.
Ebenen
1. Regionen (Wilāya / 15)

2. Distrikte (Muqāṭaʿa / 44)
3. Städte und Dörfer

### Mauritius
Der im Indischen Ozean liegende Inselstaat Mauritius ist traditionell in neun Distrikte gegliedert.
Ebenen
1. Distrikte (9)
2. Gemeinden (Village Council Areas (VCA) / 146), davon fünf Städte
Die Grenzen der Distrikte sind nicht deckungsgleich mit denen der Gemeinden. Gemeinden sind daher teilweise zwei oder drei Distrikten zugeordnet.

3. Stadtteile (Ward / 24)
4. Zonen
5. Ortschaften (Localities)

### Mexiko
Die im Süden Nordamerikas liegende Republik Mexiko ist in 31 Bundesstaaten und die Hauptstadt Mexiko-Stadt gegliedert. Die Gliedstaaten sind in insgesamt über 2.400 Municipios und Mexiko-Stadt in 16 Delegaciones aufgeteilt.
Ebenen
1. Bundesstaaten (Estados / 31) und ein Hauptstadt-Distrikt (Ciudad de México)

2. Ortschaften (Municipios) und Delegaciones (16)

- städtische Ortschaften (Urbanen)
- ländliche Ortschaften (Pueblos)
- Farmen (Ranchos, Haziendas)

### Mikronesien
Das im westlichen Pazifik gelegene Inselgebiet der Föderierten Staaten von Mikronesien ist in vier Bundesstaaten gegliedert.
Ebenen
1. Bundesstaaten (4)
2. Regionen
3. Gemeinden (municipalities / 76)

### Moldau
Die zu Südosteuropa gehörende Republik Moldau ist in fünf Munizipien und 32 Rajons unterteilt.
Ebenen
1. Munizipien (Municipii / 5) und zwei autonome territoriale Einheiten
2. Rajons (Raioane / 32)
3. Städte, Gemeinden, Dörfer
- Stadtbezirke (Sector)

### Monaco
Das am Mittelmeer gelegene Fürstentum Monaco besteht de facto nur aus der Stadt, die Unterscheidung zwischen dem Staat und der Stadt Monaco ist rein theoretisch. Sie ist aktuell in neun Stadtbezirke gegliedert. Für statistische Zwecke sind die Stadtbezirke in 173 Blöcke untergliedert.
Ebenen
1. Stadt
2. Stadtbezirke (quartiers / 9)
3. Blöcke (îlots / 173) – nur für statistische Zwecke

### Mongolei
Die zentralasiatische Republik Mongolei ist in 21 Provinzen und die Hauptstadt Ulan Bator, die eine eigenständige Verwaltungseinheit bildet, gegliedert. Jede Provinz ist in eine Anzahl Kreise und diese wiederum in Gemeinden unterteilt. Eine Gemeinde existiert häufig nicht als feste Ansiedlung, wenn ihre Mitglieder alle als Nomaden umherziehen.
Ebenen
1. Provinzen (Aimags / 21) und Hauptstadtdistrikt

2. Kreise (Sum / 329)
3. Gemeinden (Bag / 1.620)

### Montenegro
Die in Südosteuropa liegende Republik Montenegro ist in 25 (Groß-)Gemeinden gegliedert. Diese umfassen jeweils neben dem namensgebenden Ort der Gemeinde auch dessen Umgebung mit weiteren Ortschaften.
Ebenen
1. Groß-/Gemeinden (opštine / 24)

2. Ortschaften

### Mosambik
Die im Südosten des afrikanischen Kontinents gelegene Republik Mosambik ist seit 1975 in zehn Provinzen und einen Hauptstadtdistrikt gegliedert. Diese sind in insgesamt 141 Distrikte und 415 Verwaltungsämter untergliedert. In den Verwaltungsämtern liegen 1.024 Ortschaften, die in der Regel mehrere Dörfer umfassen.
Ebenen
1. Provinzen (Províncias / 10) und ein Hauptstadtdistrikt
2. Distrikte (Distritos / 141)

3. Verwaltungsämter (Posto administrativo / 415)

4. Ortschaften (Localidades / 1.024)
- Dörfer (Aldeias)

### Myanmar
Das in Südostasien liegende Myanmar ist in sieben Staaten (überwiegend von Minderheiten bewohnt), sieben Regionen (überwiegend von der größten Volksgruppe Myanmars, den Bamar, besiedelt) und ein Unionsterritorium gegliedert. Die Staaten und Regionen sind weiter in Distrikte und Gemeinden gegliedert.
Ebenen
1. Staaten (7) / Regionen (7) / Unionsterritorium (1)
2. Dikstrikte (77)
3. Gemeinden

## N

### Namibia
Das im Südwesten Afrikas liegende Namibia ist in 14 Regionen eingeteilt. Jede Region ist je nach Größe in sechs bis zwölf Wahlkreise unterteilt, insgesamt gibt es 121 Wahlkreise. Die Kommunen sind in Gemeinden Städte, Dörfer und Siedlungen gegliedert.
Ebenen
1. Regionen (Regions / 14)

2. Wahlkreise (Constituencies / 121)

3. Kommunen
- Städte
- Stadtgemeinden
- Gemeinden
- Dörfer
- Siedlungen

### Nauru
Der im Pazifischen Ozaen gelegene Inselstaat Nauru ist in 14 Distrikte unterteilt.
Ebenen
1. Distrikte (14)
2. Städte, Dörfer und Ortschaften (imuīt)

### Nepal

Die sieben Provinzen Nepals

Die südasiatische Republik Nepal ist in sieben Provinzen und diese in 77 Distrikte gegliedert. Die Distrikte sind weiter in Stadt- und Landgemeinden eingeteilt.
Ebenen
1. Provinzen (Pradeś / 7)

2. Distrikte (Jilla / 77)
3. Stadtgemeinden

4. Landgemeinden (Gaunpalika)

### Neuseeland
Der im südwestlichen Pazifik liegende Inselstaat Neuseeland ist in 16 Regionen unterteilt, von denen fünf als Unitary Authorities organisiert sind. Eine Ebene darunter gibt es 54 Distrikte und neben dem Auckland Council zwölf weitere City Councils, die als Territorial Authorities gleiche Aufgaben erfüllen wie die District Councils.
Ebenen
1. Regionen (11) und Unitary Authorities (5)

2. Distrikte (Territorial Authority / 54) und Städte (13)

3. Gemeinden und Ortschaften

### Nicaragua
Die zentralamerikanische Republik Nicaragua ist in fünfzehn Verwaltungsbezirke und zwei Autonome Gebiete gegliedert. Die Departamentos sind ihrerseits wiederum in insgesamt 143 Municipios unterteilt.
Ebenen
1. Verwaltungsbezirke (Departamentos / 15) und autonome Gebiete (Regiones Autónomas del Atlántico / 2)

2. Kreise (Municipios / 143)
3. Städte und Gemeinden

### Niederlande
Die Niederlande sind seit dem 1. Januar 1986 in zwölf Provinzen und drei ‚Besondere Gemeinden‘ in den Karibischen Niederlande gegliedert. Die Provinzen ihrerseits sind in 345 Gemeinden gegliedert.
Ebenen
1. Provinzen (provincies / 12) und Besondere Gemeinden (bijzondere gemeenten / 3)
2. Gemeinden (gemeenten / 345 mit Stand vom 1. Januar 2022)

3. Wijken
4. Buurten

### Niger
Die westafrikanische Republik Niger ist auf der höchsten Ebene in sieben Regionen und die Hauptstadtgemeinde Niamey, die den Rang einer Region besitzt, gegliedert. Die Regionen sind in Departements und diese wiederum in Stadt- bzw. Landgemeinden geteilt.
Ebenen
1. Regionen (régions / 7) und die Hauptstadtgemeinde Niamey
2. Departements (départements / 63)
3. Stadt- und Landgemeinden (communes / 254)

### Nigeria

Die Bundesstaaten Nigerias

Das in Westafrika liegende Nigeria ist seit 1996 in 36 Bundesstaaten und ein Hauptstadtterritorium gegliedert. Auf zweiter Ebene sind die Bundesstaaten in insgesamt 774 Local Government Areas (LGA) eingeteilt.
Ebenen
1. Bundesstaaten (36)

2. Local Government Areas (774)

3. Städte und Gemeinden

### Nordkorea
Die ostasiatische Volksrepublik Nordkorea ist in neun Provinzen sowie drei besondere Verwaltungsregionen gegliedert. Die Hauptstadt Pjöngjang wird direkt von der Regierung verwaltet.
Ebenen
1. Provinzen (9), besondere Verwaltungsregionen (3) und Stadt unter direkter Verwaltung der Regierung (1)

2. Besondere Städte (2)
3. Städte (Si / 25)

4. Distrikte (Ku und Chigu / 5)
5. Landkreise (Kun / 140)

### Nordmazedonien
Seit 2004 ist die südosteuropäische Republik Nordmazedonien in acht statistische Regionen mit 80 Gemeinden gegliedert.
Ebenen
1. Statistische Regionen (Regioni / 8)

2. Kommunen (Opštini / 80)

3. Städte, Ortschaften und Dörfer

### Norwegen
Das skandinavische Königreich Norwegen ist seit dem 1. Januar 2024 in 15 Verwaltungsprovinzen eingeteilt, die traditionell in fünf Landesteile zusammengefasst sind. Alle Provinzen, bis auf Oslo, sind in insgesamt 357 Kommunen gegliedert.
Spitzbergen und die Insel Jan Mayen gehören zwar auch zu Norwegen, stehen aber außerhalb der Einteilung in Landesteile, da diese landläufig auf das Festland beschränkt geblieben ist.
Ebenen
1. traditionell: Landesteile (Landsdel / 5)
2. Provinzen (Fylker / 15)
3. Kommunen (357)

## O

### Oman
Das im Osten der arabischen Halbinsel liegende Sultanat Oman ist in elf Gouvernements und diese in insgesamt 62 Bezirke gegliedert.
Ebenen
1. Gouvernements (muḥāfaẓa / 11)
2. Bezirke (wilāyāt / 62)

3. Städte, Gemeinden und Dörfer

### Österreich
Die Alpenrepublik Österreich besteht aus der Bundeshauptstadt Wien und acht Bundesländern. Diese sind in 84 Bezirke sowie 15 Statutarstädte, die die Bezirksverwaltung selbst ausüben, gegliedert.
Ebenen
1. Bundesländer (8) und die Bundeshauptstadt Wien
2. Bezirke (79), Statutarstädte (15) und eine Politische Expositur

3. Gemeinden (2890)

Siehe auch: Liste der Städte in Österreich (35 mit mehr als 10.000 Einwohnern)

### Osttimor
Der ostasiatische Inselstaat Osttimor ist in 13 administrative Gemeinden und eine Sonderverwaltungsregion gegliedert. Diese sind in insgesamt 66 Verwaltungsämter, 442 Sucos und in 2.225 Dörfer unterteilt (Stand: 1. Januar 2022).
1. Gemeinden (Município / 13) und eine Sonderverwaltungsregion
2. Verwaltungsämter (Posto Administrativo / 66)
3. Sucos (452)
4. Dörfer (Aldeias / 2.233)

## P

### Pakistan
Die Islamische Republik Pakistan ist in vier Provinzen, ein Hauptstadtterritorium und zwei mehr oder weniger von der Bundesregierung verwaltete Gebiete gegliedert. Jede Verwaltungseinheit ist in Distrikte, jeder Distrikt in Tehsils und die wiederum in Dörfer oder Städte untergliedert.
Ebenen
1. Provinzen (4), Hauptstadtterritorium (1) und Sondergebiete (2)
2. Distrikte (119)
3. Tehsils
4. Städte und Dörfer (> 5.000)

### Palästina
Die vorderasiatischen Palästinensischen Autonomiegebiete des Westjordanlandes und des Gazastreifens wurden nach der Unterzeichnung des Gaza-Jericho-Abkommens am 4. Mai 1994 in Kairo in die drei Gebiete Area A, Area B, und Area C und 16 Gouvernements unterteilt.
Ebenen
1. Gebiete (Areas / 3)
2. Gouvernement (Muḥāfaẓa / 16)

3. Städte und Gemeinden

### Palau
Die 365 Inseln des im westlichen Pazifik liegenden Inselstaats Palau ist in 16 administrativer Teilstaaten unterteilt.
Ebenen
1. Teilstaaten (16)
2. Dörfer (Hamlets)

### Panama
Das zentralamerikanische Panama in zehn Provinzen und sechs Territorien (comarcas) eingeteilt.
Ebenen
1. Provinzen (Provincias / 10), autonome indigene Territorien mit Provinzstatus (4) und Comarcas ohne vollständigen Provinzstatus (2)

2. Bezirke (Distritos / 79)

3. Gemeinden (Corregimientos)

### Papua-Neuguinea
Das im Westen des Pazifischen Ozeans gelegene Papua-Neuguinea, der flächenmäßig drittgrößte Inselstaat der Welt, ist seit dem 17. Mai 2012 in zwanzig Provinzen, die autonome Region Bougainville und den Hauptstadt-Distrikt gegliedert.
Ebenen
1. Provinzen (20), die autonome Region Bougainville und der Hauptstadt-Distrikt (National Capital District)

2. Distrikte
3. Local Level Government Areas
- Städtische LLG (Urban)
- Ländliche LLG (Rural)

### Paraguay
Der südamerikanische Binnenstaat Paraguay ist in 17 Verwaltungsregionen und die Landeshauptstadt Asunción als eigenständige Kommune gegliedert.
Ebenen
1. Departamentos (17) und die Landeshauptstadt Asunción (Distrito Capital)
2. Distrikte
3. Gemeinden = Städte und Dörfer

### Peru
Die im westlichen Südamerika liegende Republik Peru ist in 24 Regionen, 195 Provinzen und 1874 Distrikte gegliedert (Stand 2020).
Die Stadt Callao hat als konstitutionelle Provinz einen Sonderstatus, gehört jedoch ebenso wie die Stadt Lima keiner Region an.
Ebenen
1. Regionen (Departamentos 24) + Lima und die Stadt Callao (Provincia Constitucional)
Siehe auch: Liste der Regionen in Peru
2. Provinzen (Provincias / 195)
3. Distrikte (Distritos / 1874)
4. Kommunen

### Philippinen
Die 7641 Inseln der im westlichen Pazifik gelegenen Republik der Philippinen sind seit 2017 in 17 Regionen gegliedert. Diese sind in Provinzen, Städte und Gemeinden unterteilt. Die unterste Verwaltungsebene sind die Barangays, sie bilden die insgesamt 1634 Städte und Gemeinden.
Ebenen
1. Regionen (Rehiyon / 17)
Siehe auch: Regionen der Philippinen
2. Provinzen (Lalawigan oder Probinsya / 81)

3. Städte (Lungsods / 138) und eigenständig verwaltete Gemeinden (1496)
- Beurkundete Städte (Chartered cities)
- Hoch urbanisierte Städte (Highly urbanized cities)
- Provinzstädte (Component cities)
- Provinzunabhängige Städte (Independent component cities)

4. Ortsteile (Barangays / 38.957; Stand 2015)

### Polen
Die mitteleuropäische Republik Polen ist nach der 1999 in Kraft getretenen Reform in 16 Woiwodschaften gegliedert. Die nächstkleineren Selbstverwaltungseinheiten sind die Powiaty und die Gemeinden.
Ebenen
1. Woiwodschaften (16)
Siehe auch: Liste der Woiwodschaften
2. Powiaty (380), davon
- 314 Powiate im engeren Sinne (powiat ziemski) und
- 66 Stadtkreise (powiat grodzki)

3. Gemeinden (Gminy / 2478)
- Stadtgemeinden (Gmina miejska)
- Stadt-und-Land-Gemeinden (Gmina miejsko-wiejska)
- Ländliche Gemeinden (Gmina wiejska)

### Portugal

Die 18 Distrikte Portugals

Die westeuropäische Republik Portugal ist in Kontinentalportugal sowie zwei autonome Regionen gegliedert. Kontinentalportugal ist in Distrikte und diese, ebenso wie die autonomen Regionen, in Kreise und Gemeinden unterteilt. – Die zusätzliche Aufteilung von Kontinentalportugal in Regionen (7) und Subregionen (23) hat nur statistische und entwicklungstechnische Bedeutung.
Ebenen
1. Kontinentalportugal sowie die zwei autonome Regionen Azoren und Madeira
2. Distrikte (Distritos / 18)

3. Kreise (Municípios / 308)

4. Gemeinden (Freguesias / 3091)

## R

### Ruanda
Der ostafrikanische Binnenstaat Ruanda ist seit dem 1. Januar 2006 in Provinzen, Distrikte, Sektoren, Zellen und Dörfer gegliedert.
Ebenen
1. Provinzen (Intara / 5)
2. Distrikte (Uturere / 30)
3. Sektoren (Imirenge / 416)
4. Zellen (Utugari / 2.148)
5. Dörfer (Imidugudu / 14.837)

### Rumänien
Das im Grenzraum zwischen Mittel- und Südosteuropa liegende Rumänien ist in 41 Kreise sowie die Hauptstadt Bukarest gegliedert. Die Kreise sind in Ortschaften, Städte und Gemeinden unterteilt.
Ebenen
1. Kreise (Județe / 41) und Hauptstadt Bukarest

2. Ortschaften (=13.814), davon
Städte (320)

Gemeinden (3.356)

### Russland
Die föderale Gliederung Russlands sieht gemäß Artikel 65 der Verfassung der Russischen Föderation neben der zentralstaatlichen Ebene Föderationssubjekte (einschließlich der international umstrittenen Einordnung der auf der Halbinsel Krim gelegenen Republik Krim), die wiederum in Föderationskreisen zusammengefasst sind.
Ebenen
1. Zentralstaatliche Ebene mit „Autonomer Republik Krim“
2. Föderationssubjekte (85) in acht, administrativen Föderationskreisen
Siehe auch Liste der Föderationssubjekte
- Republiken (22)
- Autonome Oblast (Awtonomnaja Oblast / 1)
- Autonome Kreise (Awtonomny Okrug / 4)
- Regionen (Kraj / 9)
- Gebiete (Oblast / 46)
- Städte mit Subjektstatus (Moskau, St. Petersburg, Sewastopol)

3. Land- (Rajons) und Stadtkreise
4. Städte, Ortschaften, Dörfer und Siedlungen

## S

### St. Kitts und Nevis
Der in der östlichen Karibik gelegene Inselstaat St. Kitts und Nevis ist in 14 Verwaltungsbezirke, neun davon auf St. Kitts und fünf auf Nevis, gegliedert.
Ebenen
1. Bezirke (Parishes / 14)
2. Städte und Dörfer

### St. Lucia

Die zehn Distrikte St. Lucias

Der ebenfalls in der Karibik liegende Inselstaat St. Lucia ist in zehn Distrikte gegliedert.
Ebenen
1. Distrikte (Quarters / 10)
2. Städte und Ortschaften

### Salomonen

Die Provinzen der Salomonen

Die Salomonen sind eine südöstlich von Neuguinea gelegene Inselgruppe im Südpazifik, die sich von Nord nach Südost über etwa 1.100 Kilometer erstreckt. Der Staat der Salomonen ist in neun Provinzen und einen Hauptstadtdistrikt gegliedert. Die Provinzen und der Hauptstadtbezirk sind in insgesamt 183 wards unterteilt. Innerhalb der wards gibt es die einzelnen Dörfer.
Ebenen
1. Provinzen (9) und Hauptstadtbezirk (1)
2. Wards (183)
3. Dörfer

### Sambia

Die zehn Provinzen Sambias

- Siehe auch: Verwaltungsgliederung Sambias

Der afrikanische Binnenstaat Sambia ist in zehn Provinzen (provinces) gegliedert, die wiederum in 89 local authorities untergliedert sind; davon haben 69 einen Status als District Council, vier als City Council und 16 als Municipal Council.
Ebenen
1. Provinzen (10)

2. Distrikte (116 im Jahr 2023)

3. Wards (1858 im Jahr 2021)

### Samoa
Der polynesische Inselstaat Samoa ist traditionell in 11 politische Bezirke (itūmālō) gegliedert, die teilweise aus räumlich unzusammenhängenden Flächen (Exklaven) bestehen. An diesen orientiert sich die weitere Untergliederung in 41 Wahlbezirke (faipule). Auf der örtlichen Ebene gibt es etwa 310 Dörfer, einschließlich der rund 45 Dörfer, die das zusammenhängende Stadtgebiet der Hauptstadt Apia bilden, der einzigen Stadt des Landes. Jedes Dorf ist nach wie vor selbstständig, kann in internen Angelegenheiten frei entscheiden und tut dies auch. Es gibt weder eine zentrale Stadtverwaltung für Apia, noch Gemeindeverwaltungen der Dörfer oder ein Meldewesen.
Ebenen
1. Bezirke (itūmālō / 11)
2. Wahlbezirke (faipule / 41)
3. Dörfer (310)

### San Marino
Der europäische Zwergstaat San Marino, die vermutlich älteste bestehende Republik der Welt und als Enklave vollständig von Italien umgeben, ist in neun eigenständige Gemeinden, „Castelli“, unterteilt. Die neun Gemeindebezirke sind weiter untergliedert in 43 Curazie, die ihrerseits mehrere Weiler und Einzelsiedlungen umfassen können.
Ebenen
1. Gemeinden (Castelli / 9)
2. Ortschaften bzw. Ortsteile (Curazie / 43)
3. Weiler und Einzelsiedlungen

### São Tomé und Príncipe

Die sieben Distrikte São Tomé und Príncipes

Der zentralafrikanische Inselstaat São Tomé und Príncipe ist in zwei Provinzen gegliedert, diese wiederum in sieben Distrikte. Der Distrikt Pagué ist deckungsgleich mit der Autonomen Region Príncipe, die übrigen sechs Distrikte liegen auf der Insel São Tomé.
Ebenen
1. Distrikte (7)
2. Städte, Gemeinden und Ortschaften

### Saudi-Arabien
Das auf der arabischen Halbinsel liegende Königreich Saudi-Arabien ist in 13 Provinzen (mintaqat, Singular mintaqa) unterteilt, dazu kommen noch zwei Regionen, die hoheitsrechtlich neutral, aber dem Königreich zugehörig sind. Die Provinzen in insgesamt 118 Gouvernements gegliedert. Die Gouvernements werden in Sub-Gouvernements gegliedert (marākiz, Singular markaz). 
Ebenen
1. Provinzen (mintaqat, Singular mintaqa / 13) und Regionen (2)

2. Gouvernements (muḥāfaẓāt, Singular muḥāfaza / 118)
3. Sub-Gouvernements (marākiz, Singular markaz)
4. Städte, Gemeinden, Dörfer

### Schweden
Das skandinavische Land Schweden ist in 21 Provinzen (län) unterteilt. Diese sind mit den historischen Provinzen (landskap), in die das Reich bis 1634 eingeteilt war, selten deckungsgleich, auch wenn die Namen es manchmal vermuten lassen – nur Gotland, Skåne und Blekinge bilden da Ausnahmen.
Ebenen
1. Provinzen (län / 21)
2. Gemeinden (kommun / 260)

### Schweiz
Die 26 Kantone der Schweiz sind die Gliedstaaten der Schweizerischen Eidgenossenschaft. Jeder Kanton hat eine eigene Verfassung und eigene gesetzgebende, vollziehende und rechtsprechende Behörden. Der diesem Prinzip zugrundeliegende Artikel der Bundesverfassung lautet: „Art. 3 Die Kantone sind souverän, soweit ihre Souveränität nicht durch die Bundesverfassung beschränkt ist; sie üben alle Rechte aus, die nicht dem Bund übertragen sind.“ Kein anderes Land in Europa oder Nordamerika weist eine derart ausgeprägt fragmentierte politische Unterteilung auf wie die Schweiz, insbesondere wenn man auch noch die im internationalen Vergleich relativ große Autonomie der Schweizer Kantone und ihre Kleinheit (durchschnittlich 1'600 km²) berücksichtigt. Viele Kantone sind in Bezirke gegliedert, welche in den Kantonen Graubünden und Tessin zusätzlich noch in Kreise unterteilt sind.
Ebenen
1. Kantone (26)
2. Bezirke, Kreise, Amteien (175)
3. Gemeinden (2132)

### Senegal

Regionen und Départements des Senegals

Die westafrikanische Republik Senegal besteht seit 2008 aus 14 Regionen (régions), die ihrerseits seit 2011 in insgesamt 45 Départements und 109 Arrondissements (circonscriptions) eingeteilt sind.
Ebenen
1. Regionen (régions / 14)
2. Départements (45)

3. Arrondissement (109)
4. Städte

5. Stadtbezirke
6. Orte, Dörfer

### Serbien

Provinzen Serbiens

Innerhalb der Republik Serbien existieren die autonomen Provinzen (serb.: autonomne pokrajine) Vojvodina und Kosovo (albanisch: Kosova, amtliche serbische Bezeichnung: Косово и Метохија / Kosovo i Metohija, deutsch: Kosovo und Metochien, als Kurzform Kosmet), die von 1974 bis 1989 eine weitgehende Selbständigkeit innerhalb Serbiens und Jugoslawiens besaßen. Unter Slobodan Milošević wurde die Autonomie der beiden Provinzen auf den Status vor der Verfassungsänderung von 1974 zurückgestuft, was vor allem im Kosovo zu Protesten führte. Seitdem wurden die Provinzregierungen nicht mehr gewählt, sondern von der Zentralregierung ernannt. Derjenige Teil Serbiens, mehr als die Hälfte des Landes, der nicht zu diesen beiden Provinzen gehört, bildet keine eigene politische Einheit, deshalb gibt es auch keine offizielle Bezeichnung für ihn. Informell ist die Bezeichnung Zentralserbien gebräuchlich. Zu administrativen Zwecken ist Serbien in 30 Bezirke (serb.: Okrug; pl.: Okruzi) gegliedert (einschließlich der Stadt Belgrad). 18 Bezirke liegen im Engeren Serbien, sieben in der Vojvodina und fünf im Kosovo. Die örtlichen Selbstverwaltungseinheiten in Serbien sind die opštine (Sg. opština, wörtlich Gemeinde, der Größe nach oft eher Landkreise). Von diesen gibt es 108 im Engeren Serbien, 54 in der Vojvodina und 30 im Kosovo.
Ebenen
1. Provinzen (2) und Zentralserbien
2. Bezirke (Okruzi / 30)
Siehe auch: Verwaltungsbezirke in Serbien
3. Landkreise/Gemeinden (opštine / 192)

### Seychellen

Gliederung der Seychellen

Die aus 115 Inseln bestehende Republik Seychellen im Indischen Ozean ist in 25 Distrikte gegliedert. Davon liegen 22 hauptsächlich oder ausschließlich auf der Hauptinsel Mahé, je zwei auf Praslin und Perseverance Island, während La Digue mit Nebeninseln und auch einigen entfernteren Inseln einen weiteren Distrikt bildet. Die Outer Islands, die mit 211,3 km² flächenmäßig 46,44 % der Seychellen ausmachen, sind keinem Regierungsbezirk zugeordnet.
Ebenen
1. Distrikte (25)

2. Städte, Orte, Dörfer

### Sierra Leone

Die vier Provinzen Sierra Leones

Die westafrikanische Republik Sierra Leone ist in die vier Provinzen gegliedert: Northern, North Western, Southern und Eastern sowie die Western Area, das Gebiet um die Hauptstadt Freetown. Die Provinzen sind wiederum in insgesamt 16 Distrikte und diese in 190 Kommunalvolksgebiete (Chiefdoms) aufgeteilt.
Ebenen
1. Provinzen (4)
2. Distrikte (16)
3. Kommunalvolksgebiete (190)
4. Wards (446)
5. Städte, Orte, Dörfer

### Simbabwe

Provinzen in Simbabwe

Die im Südlichen Afrika liegende Republik Simbabwe ist in acht Provinzen und zwei Städte mit Provinzstatus, die Hauptstadt Harare und Bulawayo, gegliedert. Die Provinzen sind in 59 Bezirke und 1200 Gemeinden eingeteilt. Letztere bestehen wiederum meist aus mehreren Ortschaften.
Ebenen
1. Provinzen (8) und Metropolregionen mit Provinzstatus (2)

2. Bezirke (59)
3. Städte und Gemeinden (1200)

4. Ortschaften und Dörfer

### Singapur
Die administrative Gliederung der Republik Singapur umfasst fünf Community Development Council (CDC)-Distrikte, die von Bürgermeistern (Mayor) und örtlichen Räten verwaltet werden. Diese Gliederung ist völlig inkompatibel mit der Regionalgliederung der Landesplanung.
Ebenen
1. Community Development Council-Distrikte (5)
2. Town Councils (17)
3. Constituencies (31)

### Slowakei

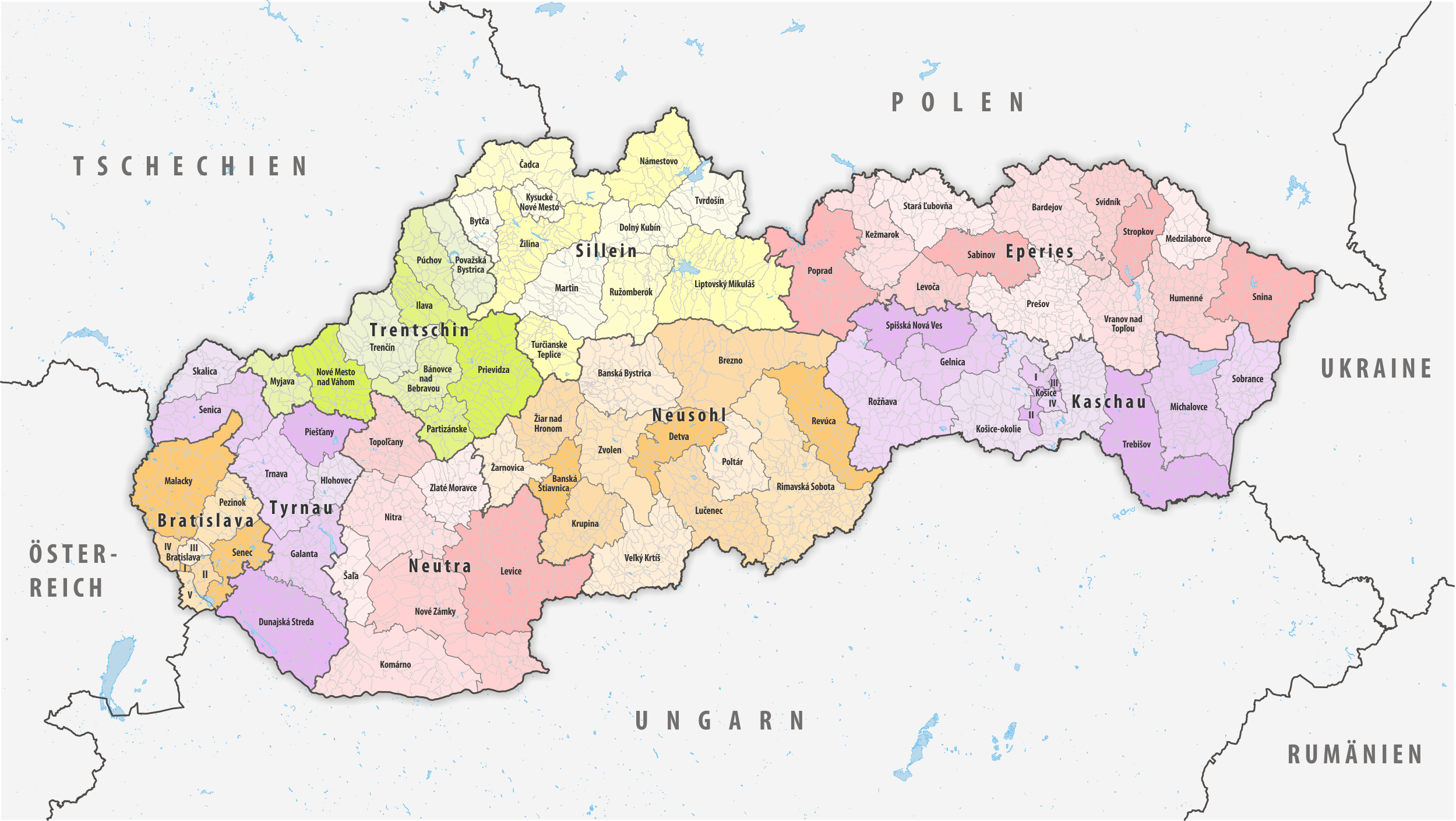
Die politische Gliederung der Slowakei

Die Slowakei ist seit 1996 in acht Kraje (Landschaftsverbände/Regionen) gegliedert.
Ebenen
1. Landschaftsverbände (kraj / 8)
2. Landkreise (okresy / 79)
3. Städte (mesto / 138)

4. Gemeinden (obec / 2883)

### Slowenien
Die Republik Slowenien ist in 212 Gemeinden (slowenisch občine, Sg. občina), darunter elf Stadtgemeinden, gegliedert. Aktuell ist zwischen dem Gesamtstaat und den Gemeinden keine weitere administrative Ebene vorhanden.
Ebenen
1. Gemeinden (občine / 212)

### Somalia

Die 18 Regionen Somalias

Die ostafrikanische Bundesrepublik Somalia ist in 18 Regionen (Gobolada, Singular Gobol-ka) gegliedert.
Ebnen
1. Regionen (Gobolada / 18)
2. Distrikte (89)
3. Städte

4. Gemeinden und Dörfer

### Spanien
→ Hauptartikel: Verwaltungsgliederung Spaniens

Spanien ist administrativ in 17 Autonome Gemeinschaften oder Regionen (Comunidades Autónomas), vergleichbar den deutschen Bundesländern, und die zwei autonomen Städte Ceuta und Melilla gegliedert. Die autonomen Gemeinschaften selbst sind in insgesamt 50 (52 mit Ceuta und Melilla) Provinzen (provincias), die fast alle nach ihrem jeweiligen Verwaltungssitz benannt sind, gegliedert
Ebenen
1. Autonome Gemeinschaften (Comunidades Autónomas / 17) und autonome Städte (2)

2. Provinzen (provincias / 52)

3. Comarcas (465)

4. Gemeinden (municipios / > 8000)

5. Abgeschlossene Ortschaften (Entidades de ámbito territorial inferior al municipal (EATIM) / ~ 3700)

### Sri Lanka
Der im Indischen Ozean liegende Inselstaat Sri Lanka ist administrativ seit 1833 in neun Provinzen und 25 Distrikte unterteilt.
Ebenen
1. Provinzen (9)

2. Distrikte (25)

3. Divisionen
4. Städte, Orte, Dörfer

### St. Vincent und die Grenadinen

Die sechs Verwaltungsbezirke

Der Karibikstaat St. Vincent und die Grenadinen ist in sechs Verwaltungsbezirke (Parishes) eingeteilt. 
Ebenen
1. Bezirke (parishes / 6)
2. Städte, Orte, Dörfer

### Südafrika
Am Ende der Apartheid im Jahr 1994 mussten die ehemaligen unabhängigen und quasi-unabhängigen Homelands in die politische Struktur Südafrikas integriert werden. Dies führte zur Auflösung der bisherigen vier Provinzen (Kapprovinz, Natal, Oranje-Freistaat und Transvaal), die durch neun neue Provinzen ersetzt wurden und die nun das gesamte Staatsgebiet der Republik Südafrika umfassen. Die Provinzen sind wieder in insgesamt 44 Distrikte unterteilt. In der großen Gemeindereform des Jahres 2000 wurden viele bekannte südafrikanische Städte mit ihren umliegenden Gemeinden und Townships vereinigt.
Ebenen
1. Provinzen (9)

2. Distrikte (district municipalities / 44) und Metropolgemeinden (metropolitan municipalities / 8)

3. Städte, Gemeinden, Dörfer

### Sudan
Die nordostafrikanische Republik Sudan ist in 18 Bundesstaaten unterteilt, die in insgesamt 188 Distrikte gegliedert sind.
Ebenen
1. Bundesstaaten (wilayat / 18) 

2. Distrikte (188)

3. Städte, Gemeinden, Dörfer

### Südkorea
Südkorea ist politisch in eine besondere Stadt, eine besondere autonome Stadt, sechs selbstständige Großstädte, sieben Provinzen und zwei besondere autonome Provinzen unterteilt.
Ebenen
1. Besondere Stadt (Teukbyeolsi / 1)
00 Besondere autonome Stadt (Teukbyeol-jachi-si / 1)
00 Großstädte (Gwangyeoksi / 6)
00 Provinzen (Do / 7)
00 Besondere autonome Provinzen (Teukbyeol-jachi-do / 2)
2. Stadtteile (Gu), Stadtviertel (Dong) und Landkreise (Gun)
3. Kleinstädte (Eup), Städte (Si), Landgemeinden (Myeon) und Dörfer (Ri)

### Suriname

Die zehn Distrikte Surrinames

Die südamerikanische Republik Suriname ist in zehn Distrikte und diese in 62 Ressorts unterteilt.
Ebenen
1. Distrikte (10)
2. Ressorts (62)
3. Städte, Gemeinden, Dörfer

### Syrien
Die Arabische Republik Syrien ist seit 1987 in 14 Gouvernements (muḥāfaẓāt, singular: muḥāfaẓa) unterteilt, die nach dem jeweiligen Hauptort benannt sind.
Ebenen
1. Gouvernements (muḥāfaẓāt / 14)
2. Distrikte (manāṭiq)
3. Bezirke (nawāḥī)
4. Städte und Dörfer

## T

### Tadschikistan
Die zentralasiatische Republik Tadschikistan ist in zwei Provinzen, eine Autonome Provinz, einen direkt von der Zentralregierung verwalteten Bezirk sowie die Hauptstadt Duschanbe, die einen Sonderstatus besitzt, gegliedert. Die Provinzen, die autonome Provinz und der von der Zentralregierung verwaltete Bezirk sind in insgesamt 58 Distrikte gegliedert, Duschanbe zudem in vier Stadtdistrikte. 
Ebenen
1. Provinzen (wilojatho / 2)
00 Autonome Provinz (wilojati muchtor / 1)
00 Von der Zentralregierung verwalteter Bezirk (1)
00 Hauptstadt mit Sonderstatus (schahr / 1)
2. Distrikte (Nohija / 58)
00 Stadtdistrikte (4)
3. Bezirksfreie Städte
4. Städte, Orte, Dörfer

### Taiwan

Verwaltungsgliederung Taiwans

Der im Zuge der Ein-China-Politik nur von wenigen Staaten diplomatisch anerkannte Inselstaat Taiwan (Republik China) ist in sechs regierungsunmittelbare Städte, drei kreisfreie Städte und 13 Landkreise gegliedert.
Ebenen
1. Regierungsunmittelbare Städte (6)
00 Kreisfreie Städte (3)
00 Landkreise (Xiàn / 13)
2. Berglandstadtbezirke der Ureinwohner
00 Stadtbezirke (Qū / 170)
00 Kreisstädte (Shì / 14)
00 Stadtgemeinden ( Zhèn / 38)
00 Landgemeinden (Xiāng / 146)
00 Berglandgemeinden der Ureinwohner

3. Stadt- und Ortsteile
00  Dörfer
4. Wohnviertel (Lin)

### Tansania

Die 31 Regionen Tansanias

Die ostafrikanische Vereinigte Republik Tansania ist in 31 Verwaltungsregionen gegliedert.
Ebenen
1. Regionen (mkoa / 31)

2. Distrikte (195; 184 auf dem Festland und 11 auf Sansibar)

3. Städte, Orte, Dörfer

### Thailand
Die Provinzverwaltung teilt das Königreich Thailand – mit Ausnahme der Hauptstadt Bangkok – flächendeckend in 76 Changwat (Provinzen), 878 Amphoe (Bezirke oder Landkreise), 7.255 Tambon (Unterbezirke oder Gemeinden) und 74.963 Muban (Dorfgemeinschaften oder Dörfer) ein. Diese Einheiten unterstehen dem Amt für Provinzverwaltung, einer nachgeordneten Behörde des Innenministeriums. Die höheren Einheiten üben jeweils die Aufsicht über die nächstniedrigere Einheit aus.
Ebenen
1. Provinzen (Changwat / 76)

2. Bezirke oder Landkreise (Amphoe /  878)
3. Unterbezirke oder Gemeinden (Tambon / 7.255)
4. Dorfgemeinschaften oder Dörfer (Muban / 74.963)

### Togo

Die fünf Regionen Togos

Die westafrikanische Republik Togo ist in fünf Regionen gegliedert, die wiederum in zusammen 39 Präfekturen und eine Kommune (Lomé) unterteilt sind.
Ebenen
1. Regionen (régions / 5)
2. Präfekturen (préfectures / 39) und eine Kommune
3. Städte, Kleinstädte, Orte, Dörfer

### Tonga

Die fünf Divisionen Tongas

Das Königreich Tonga ist verwaltungstechnisch in fünf Divisionen und diese wiederum in 23 Distrikte gegliedert.
Ebenen
1. Divisionen (ngaahi vahe / 5)
2. Distrikte (ngaahi vahefonua / 23)
3. Städte, Orte und Dörfer (ngaahi kolo / 155)

### Trinidad und Tobago
Die karibische Republik Trinidad und Tobago ist in sieben Regionen, fünf Boroughs, zwei Städte und einen Ward gegliedert.

### Tschad

Die 23 Provinzen des Tschad

Seit 2018 ist die zentralafrikanische Republik Tschad in 23 Provinzen eingeteilt.
Ebenen
1. Provinzen (Wilāya / 23)
2. Départements (Muḥāfaẓa / 72) und Arrondissements municipaux (10)
3. Unterpräfekturen
4. Kommunen (Baladiya)

### Tschechien

Die 14 Regionen Tschechiens

Tschechien ist seit 2000 in 14 höhere selbstverwaltende Regionen gegliedert.
Ebenen
1. Regionen (kraje, Sg. kraj / 14)
2. Gemeinden mit erweitertem Wirkungsbereich [ORP] und Gemeinden mit beauftragtem Gemeindeamt [OPOU]

3. Gemeinden (obce, Sg. obec), Städte (město), Markt oder Marktflecken (městys / 231)

### Tunesien
Der nordafrikanische Staat Tunesien ist in 24 Gouvernements gegliedert, deren geographische Größe ihrer Einwohnerzahl angepasst ist. Die Gouvernements sind verwaltungstechnisch in insgesamt 264 Delegationen untergliedert.
Ebenen
1. Gouvernements (Wilāya / 24)

2. Delegationen (uʿtamadiyya / 264)
3. Sektoren (Imadas / 2.073)
4. Städte und Gemeinden

5. Stadtteile

### Türkei
Das Gebiet der Republik Türkei ist in 81 Provinzen unterteilt. Die einzelnen Provinzen sind in Landkreise, Städte, Kleinstädte Gemeinden und Dörfer unterteilt.
Ebenen
1. Provinzen (İl / 81)

2. Landkreise (İlçe)
3. Städte

4. Kleinstädte (Belde), Gemeinden (Belediye) und Dörfer (Köy)

### Turkmenistan
Der zentralasiatische Staat Turkmenistan ist in fünf Provinzen mit rund 50 Distrikten sowie den Hauptstadtdistrikt unterteilt.
Ebenen
1. Provinzen (welaýatlar / 5)
2. Distrikte (~50) und Hauptstadtdistrikt (Aşgabat şäheri / 1)
3. Städte

4. Gemeinden
5. Dorfgemeinschaften

### Tuvalu
Der pazifische Inselstaat Tuvalu ist in acht Falekaupule gliedert.
Ebenen
1. Falekaupule (8)
2. Stadtgemeinde (1)
3. Orte, Dörfer und Siedlungen (20)

## U

### Uganda

Die vier Regionen Ugandas

Die ostafrikanische Republik Uganda ist in vier die Regionen Central, Eastern, Western und Northern sowie in 134 Distrikte und die Hauptstadt Kampala gegliedert.
Ebenen
1. Regionen (4)
2. Distrikte (districts / 134) und die Hauptstadt Kampala

3. Bezirke (counties) und in Unterbezirke (sub-counties) bzw. Stadtbezirke (town councils)
4. Gemeinden (parishs)
5. Einzelgemeinden (local councils)

### Ukraine
Die Ukraine ist in 24 Oblaste, die Autonome Republik Krim und zwei Städte mit Sonderstatus, Kiew und Sewastopol, gegliedert.
Seit der Annexion der Krim durch Russland im Jahr 2014 kann die Regierung in Kiew keine Gebietshoheit mehr über die Autonome Republik Krim und die Stadt Sewastopol ausüben. Das Gleiche gilt seit Beginn des Kriegs im Donbas 2014 für Teile der Oblaste Donezk, Luhansk sowie seit dem Russischen Überfall 2022 auch für Teile der Oblaste Cherson und Saporischschja.
Ebenen
1. Oblaste (oblasti / 24), Autonome Republik Krim (Awtonomna Respublika Krym) und Städte mit Sonderstatus (2)

2. Rajone (136)

3. Städte (misto/ 457)

4. Landsiedlungen (28.552)
- Siedlung städtischen Typs (selyschtsche miskoho typu / 886)
- Selo
- Selyschtsche

5. Territorialgemeinden (Terytorialna hromada / 1.469)
- Stadtgemeinden (hromada)
- Siedlungsgemeinden (selyschtschna hromada)
- Landgemeinden (silska hromada)

### Ungarn
Ungarn ist in 19 Komitate und die Hauptstadt Budapest eingeteilt. Das Land wurde 1999 in sieben Regionen eingeteilt, auch um die Auflagen der Europäischen Union zu erfüllen. Die Komitate wiederum waren bis 2013 in Kleingebiete unterteilt, die im NUTS-System der EU der Ebene LAU 1 entsprachen. 2013 wurden die Kleingebiete durch Kreise (járások) ersetzt.
Innerhalb der Komitate gibt es 25 Städte mit Komitatsrecht. Diese gehören verwaltungsrechtlich zum Komitat, ihre Einwohner wählen jedoch die Komitatsvertretung (Megyei Közgyűlés) nicht mit. Neben den Komitatssitzen gelten die Städte Baja (Komitat Bács-Kiskun), Dunaújváros (Komitat Fejér), Érd (Komitat Pest), Esztergom (Komitat Komárom-Esztergom), Hódmezővásárhely (Komitat Csongrád-Csanád), Nagykanizsa (Komitat Zala) und Sopron (Komitat Győr-Moson-Sopron) als Städte mit Komitatsrecht.
Ebenen
1. Komitate (vármegye / 19) und die Hauptstadt Budapest
2. Kreise (járás / 174)

3. Ortschaften
- Städte mit Komitatsrecht (Megyei jogú város) und ohne Komitatsrecht (város) (zusammen 329)
- Großgemeinden (nagyközség) und Gemeinden (község) (zusammen 3.149)

### Uruguay
Die südamerikanische Republik Uruguay ist in 19 historisch gewachsene Departamentos (einschließlich der autonomen Stadt Montevideo) eingeteilt. Am 13. September 2009 wurde mit dem Gesetz 18567 eine weitere Verwaltungsebene geschaffen. Mit dem Gesetz 18653 vom 15. März 2010 wurden schließlich 89 Municipios festgelegt.
Ebenen
1. Departamentos (19)
2. Municipios (89)
3. Städte

4. Ortschaften, Orte und Dörfer

### Usbekistan
Die zentralasiatische Republik Usbekistan ist in zwölf Provinzen, eine autonome Republik und eine Stadt mit Provinzrang gegliedert. Die Provinzen und die autonome Republik sind in 157 Kreise sowie 26 kreisfreie Städte gegliedert und die Hauptstadt mit Provinzrang in elf Stadtkreise gegliedert.
Ebenen
1. Provinzen (viloyatlar / 12), autonome Republik (respublika / 1) und Stadt mit Provinzrang (shahar / 1)
2. Kreise (tuman / 157), kreisfreie Städte (26) und Stadtkreise (11)
3. Städte (91), städtische Siedlungen oder Kleinstädte (shacharcha / 1049) und Landgemeinden (qishloq fuqarolar yigʻin / 1.457)

## V

### Vanuatu

Die sechs Provinzen Vanuatus

Die im Südpazifik liegende Insel-Republik Vanuatu ist seit 1994 in sechs Provinzen aufgeteilt. Deren Namen setzen sich aus den jeweiligen Anfangsbuchstaben der dazugehörigen Inseln zusammen.
Ebenen
1. Provinzen (6)

2. Städte
3. Orte, Dörfer

### Vatikanstadt
Der Staat Vatikanstadt ist in keine subnationalen Verwaltungseinheiten gegliedert.

### Venezuela

Die oberste Verwaltungsgliederung Venezuelas

Die Bolivarische Republik Venezuela ist in 23 Bundesstaaten sowie den Hauptstadtdistrikt unterteilt. Des Weiteren gibt es noch die so genannten Dependencias Federales de Ultramar, welche aus einer Reihe von Venezuela abhängiger Inseln bestehen.
Ebenen
1. Bundesstaaten (Estados / 23), Hauptstadtdistrikt (Distrito Capital / 1) und Dependencias Federales de Ultramar

2. Bezirke (Municipios)
3. Gemeinden (Parroquias)

### Vereinigte Arabische Emirate

Die sieben Emirate

Administrativ nestehen die Vereinigten Arabischen Emirate (VAE) aus sieben Emiraten. Diese werden weiter in insgesamt 20 Gemeinden gegliedert, wobei drei Emirate nicht weiter untergliedert sind und in diesen Fällen die Stadtgebiete deckungsgleich mit dem jeweiligen Emirat ist.
Ebenen
1. Emirate
2. Gemeinden (Municipalities / 20)
3. Städte, Dörfer, Siedlungen

### Vereinigte Staaten

Die Bundesstaaten der USA

In den Vereinigten Staaten gibt es folgende staatliche Verwaltungseinheiten: die Bundesstaaten, die wiederum in Countys und Townships, Citys, Towns und andere Gemeindearten sowie andere unabhängige oder untergeordnete Institutionen eingeteilt sind, den Bund, der aus den Bundesstaaten in ihrer Gesamtheit besteht und exklusiv für den Regierungsbezirk, die Außengebiete, die Indianerreservate, das Militär sowie die amerikanischen Botschaften und Konsulate im Ausland verantwortlich ist, und Quasipolitische Verwaltungseinheiten wie Umweltschutzzonen und Schulbezirke, die gewöhnlich untergeordnete spezielle politische Einheiten darstellen. Insgesamt gibt es über 85.000 politische Einheiten in den Vereinigten Staaten. Sie stellen eine Untermenge des gesamten Territoriums der Vereinigten Staaten dar.
Ebenen
1. Bund
2. Bundesstaaten (U.S. States / 50)

3. Countys, Parishes und Census Areas
4. Townships
5. Städte (towns) und Gemeinden
6. Stadtbezirke (boroughs)
7. Quasipolitische Verwaltungseinheiten

### Vereinigtes Königreich
Die territoriale Gliederung des Vereinigten Königreichs ist seit dem späten 19. Jahrhundert mehrmals stark verändert worden, was zum Teil zu vollständig neuen Verwaltungsbezirken und später auch wieder zu Auflösungen solcher Bezirke führte. Auf oberster Ebene besteht das Vereinigte Königreich aus vier „Nationen“ (nations): Den drei britischen Landesteilen England, Wales und Schottland, sowie Nordirland. Es sind aber keine teilsouveräne Gliedstaaten, da das Vereinigte Königreich kein Bundesstaat ist. Ihre Rechte hängen stattdessen von der Zentralregierung in London ab, welche den Landesteilen jedoch im Rahmen der Devolution zunehmend eigene Kompetenzen übertragen hat.

#### England
England ist in Regionen unterteilt, die allerdings bis auf Greater London keine Verwaltungsfunktionen besitzen. Greater London ist in die City of London (mit Sonderstatus) sowie 32 Boroughs unterteilt. Die übrigen Regionen sind in 26 Non-Metropolitan Counties, sechs Metropolitan Counties sowie 56 Unitary Authorities (einstufige Verwaltungsbezirke) unterteilt. Die 26 Non-Metropolitan Counties sind in 192 Distrikte und die sechs Metropolitan Counties sind in 36 Metropolitan Boroughs unterteilt.
Ebenen
1. Regionen (9)
2a. City of London mit Boroughs (32)
2b. Non-Metropolitan Counties (26), Metropolitan Counties (6) und Unitary Authorities (56)
3. Distrikte (192) und Metropolitan Boroughs (36)

4. Städte und Orte

#### Nordirland

Die elf Districts Nordirlands

Nordirland ist seit dem 1. April 2015 in elf Verwaltungsbezirke (Districts) gegliedert. Es handelt sich – wie bei den Principle Areas in Wales und den Council Areas in Schottland – um sogenannte Unitary Authorities, das heißt, sie sind für alle lokalen Verwaltungsaufgaben zuständig. Die Districts besitzen zum Teil aufgrund ihrer Geschichte oder Bedeutung den Status eines Borough oder einer City.
Ebenen
1. Verwaltungsbezirke (Districts / 11)
2. Städte und Orte

#### Schottland
Seit 1996 ist Schottland in 32 Council Areas unterteilt, darunter drei Inselbezirke. Dabei handelt es sich um eine einstufige Kommunalverwaltung, in der Distrikte, Städte und Gemeinden in einer Behörde zusammengefasst zentral verwaltet werden. Es gibt keine kommunale Verwaltungsebene über oder unter ihnen. Allerdings haben einige der größeren Council Areas ihr Gebiet in regionale Einheiten aufgeteilt, in denen sogenannte Area Committees für die Organisation bestimmter Aufgaben in ihrem Gebiet zuständig sind.
Ebenen
1. Council Areas (32)
2. Städte und Orte

#### Wales

Die 22 walisischen Principal Areas

Die derzeitige Verwaltungsstruktur in Wales wurde am 1. April 1996 eingeführt und teilt Wales in 22 Principal Areas, dies sind Verwaltungsbezirke, die für alle lokalen Verwaltungsaufgaben zuständig sind. Es gibt keine mittlere Verwaltungsebene über ihnen, so dass man in Wales von einer „einstufigen Verwaltung“ spricht. Diese Verwaltungseinheiten sind mit den Unitary Authorities in England vergleichbar. Die Principal Areas haben zwar alle den gleichen Verwaltungsstatus, führen jedoch aufgrund ihrer Geschichte bzw. ihrer Größe unterschiedliche Bezeichnungen, so führen neun den Titel County, zehn den Titel County Borough, eine den Titel City sowie zwei den Titel City and County.
Ebenen
1. Principal Areas (22)
2. Städte und Orte

### Vietnam

Die acht Regionen Vietnams

Die sozialistische Republik Vietnam ist gemäß Artikel 110 der Verfassung von 2013 sowie Artikel 2 des Gesetzes über den Aufbau der örtlichen Verwaltung in Verwaltungseinheiten auf drei Ebenen unterteilt.
Ebenen
1. Regionen (8)
2. Provinzebene (Cấp Tỉnh)
2.1 Provinzen (Tỉnh / 58)
2.2 Zentralregierungsunmittelbare Städte (Thành phố trực thuộc trung ương / 5)
3. Landkreisebene (Cấp Huyện)
3.1 (städtische) Bezirke (Quận / 47)
3.2 Landkreise (Huyện / 556)
3.3 Marktgemeinden (Thị xã / 46)
3.4 Provinzunmittelbare Städte (Thành phố trực thuộc tỉnh / 10)
3.5 Zentralregierungsunmittelbaren Stadt unterstellte Städte (Thành phố thuộc thành phố trực thuộc trung ương / 2)
4. Gemeindeebene (Cấp Xã)
4.1 Großgemeinden (Thị trấn / 625)
4.2 Stadtviertel (Phường / 1.366)
Innerhalb von Stadtvierteln und Großgemeinden gibt es weitere Einteilungen wie khu dân cư, khu phố, khu vực und khóm, diese verfügen aber über keine eigenen Verwaltungsbehörden.
4.3 Gemeinden (Xã / 9.121)
Innerhalb von Gemeinden gibt es weitere Einteilungen wie làng, thôn, bản, buôn und sóc, diese verfügen aber über keine eigenen Verwaltungsbehörden.

## Z

### Zentralafrikanische Republik

Die 20 Präfekturen der Zentralafrikanischen Republik

Die Zentralafrikanische Republik ist in 20 Präfekturen, Unterpräfekturen und Gemeinden gegliedert.
Ebenen
1. Präfekturen (préfectures / 20)
2. Arrondissements (8; nur in der Hauptstadt) und Unterpräfekturen (sous-préfectures / 80)
3. Gemeinden (communes)

### Zypern
Die Republik Zypern ist seit deren Gründung in sechs Bezirke eingeteilt. Der Bezirk Kyrenia, Teile der Bezirke Nikosia, Larnaka sowie der Großteil des Bezirks Famagusta befinden sich unter Kontrolle der Türkischen Republik Nordzypern. Die Städte und Gemeinden bilden nach den Bezirken die zweite Ebene der Verwaltungsgliederung Zyperns.
Ebenen
1. Bezirke (6)
2. Städte/Stadtgemeinden (Dímos / 39) und Gemeinden/Landgemeinden ( Kinótita / 576)

3. Pfarreien und Siedlungen